# حكاية لعبة 3
حكاية لعبة 3 (بالإنجليزية: Toy Story 3)‏ هو فيلم كوميدي أمريكي للرسوم المتحركة بالكمبيوتر عام 2010 أنتج بواسطة بيكسار لصالح أفلام والت ديزني. إنها الدفعة الثالثة في امتياز حكاية لعبة  والتكملة لـ حكاية لعبة 2 (1999). أخرجه لي أونكريتش، محرر أول فيلمين والمخرج المشارك لـ حكاية لعبة 2، من تأليف مايكل أرندت، بينما كتب لي أونكريتش القصة مع جون لاسيتر وأندرو ستانتون على التوالي، المخرج والكاتب المشارك لـ أول فيلمين.
تركز الحبكة على ألعاب وودي وبظ يطير وآندي المتبقية التي يتم التبرع بها عن طريق الخطأ إلى مركز للرعاية النهارية، بينما يستعد آندي، البالغ من العمر الآن 17 عامًا، للمغادرة إلى الكلية، وسباقهم التالي للعودة إلى المنزل قبل مغادرة آندي. في طاقم الفيلم، توم هانكس، تيم ألين، جوان كوزاك، دون ريكلز، والاس شون، جون راتزنبرجر، إستيل هاريس، جودي بنسون، جون موريس، لوري ميتكالف وآر لي إرمي (في دوره الصوتي الأخير كسارج من قبل موته في 15 أبريل 2018)، يعيد أدوارهم من الأفلام السابقة. توفي جيم فارني، الذي عبر عن سلينكي دوج في أول فيلمين، في 10 فبراير 2000 قبل 10 سنوات من إصدار الفيلم الثالث، لذلك تم نقل دور سلينكي إلى بليك كلارك. انضم إلى الممثلين العائدين نيد بيتي، ومايكل كيتون، وووبي غولدبرغ، وتيموثي دالتون، وكريستين شال، وبوني هانت، وجيف جارلين الذين صوتوا الشخصيات الجديدة التي تم تقديمها في هذا الفيلم.
صدر الفيلم في الولايات المتحدة في 18 يونيو 2010. كان فيلم Toy Story 3 هو أول فيلم يتم إصداره بطريقة مسرحية بصوت دولبي. مثل سابقاتها، تلقت حكاية لعبة 3 إشادة من النقاد عند إصدارها، حيث أشاد النقاد بالأداء الصوتي والسيناريو، والعمق العاطفي والرسوم المتحركة، والنتيجة الموسيقية لـ راندي نيومان.
أصبح فيلم بيكسار الثاني (بعد فيلم فوق (فيلم)) وثالث فيلم رسوم متحركة بشكل عام (بعد الجميلة والوحش (فيلم 1991) و فوق (فيلم)) الذي حصل على ترشيح لجائزة الأوسكار لأفضل فيلم. حصل الفيلم على أربعة ترشيحات لجوائز الأوسكار لأفضل سيناريو مقتبس، وأفضل مونتاج صوتي، وأفضل فيلم رسوم متحركة، وأفضل أغنية أصلية، وفاز بالجائزة الأخيرين. كان فيلم حكاية لعبة 3 أول فيلم رسوم متحركة يصل إجمالي مبيعات التذاكر إلى أكثر من مليار دولار في جميع أنحاء العالم، وأصبح الفيلم الأكثر ربحًا لعام 2010 - سواء في أمريكا الشمالية أو في جميع أنحاء العالم - ورابع أعلى فيلم في وقت صدوره، مثل بالإضافة إلى فيلم الرسوم المتحركة الأعلى ربحًا على الإطلاق، فهو واحد من أغلى الأفلام على الإطلاق وأعلى أفلام بيكسار ربحًا، وجميع الأرقام القياسية محفوظة في وقت إصداره. تم إصدار التتمة حكاية لعبة 4 في يونيو 2019.

## القصة
تدور أحداث الجزء الثالث حول أندي فقد أصبح في السابعة عشر، لقد كبر أندي على اللعب بألعابه وهو متأهب لذهاب للجامعة، عزم أندي على أخذ وودي معه وحفظ الألعاب الأخرى في كيس قمامة حتى يخزنهم في السندرة ولكن امه تضعهم عن طريق الخطأ في القمامة. يخامر كل الألعاب الشك بأن أندي لا يريد إلا التخلص منها، يتسللون في علبة تبرعات لدور رعاية الأطفال، فيما يحاول وودي الذي رأى الحقيقة أن يزيل سوء الفهم الذي وقعت فيه الألعاب. لم يستطيع فعل ذلك لأنهم نقلوا جميعا لدار الرعاية.
أصبح أندي، مالك وودي وبظ وجيسي وبعض الألعاب الأخرى، بالغاً و
في السابعة عشر من عمره، كان علي وشك أن يرحل إلى الكلية، علي الرغم من أنه مازال متعلقاً برفاق الطفولة وكانت أمه تدفعه أن يفرغ حجرته، قرر أن يحتفظ بلعبه باستثناء وودي، الذي تم وضعه في علبة تشمل الأشياء التي سوف يأخذها إلى الكلية، وضع الألعاب كلها داخل كيس القمامة لوضعها في السندرة لكن أثناء سيره، اضطر أن يترك الكيس جانباً من أجل مساعدة اخته مولي، لذا ظنت والدة أندي أن تلك الألعاب يجب أن تلقى؛ لهذا تم رمي الألعاب في سلة المهملات، لحسن الحظ تمكنت الألعاب الخروج من الكيس حتي قبل أن تأخذه شاحنة نظافة المدينة واحتموا بعربة السيدة دافيس، حيث وجدوا صندوق لعب مولي القديمة للتبرع به لمركز الرعاية، لحق وودي بأصحابه لكنه اكتشف أنهم قرروا أن يتم نقلهم مع باقي اللعب، لأنهم كانوا يظنون أن أندي كان يريد القاءهم؛ حاول الكاوبوي أن يوضح لهم أن أندي، في الحقيقة، كانت لديه نية واحدة ألا وهي وضعهم في السندرة، لكنهم لم يقتنعوا ولهذا، كي لا يتخلي عن أصحابه، دخل هو أيضًا في الصندوق المرسل إلى مركز الرعاية ساني سايد (هذا هو اسم مركز الرعاية).
هنالك، تلقت ألعاب أندي ترحيبًا حارًا من تلك اللعب الموجودة في مركزالرعاية، التي يتزعمها الدب الدمية ذو اللون الوردي لوتسو أبو الاحضان، الذي عرض المكان علي الضيوف الجدد؛ وقدمها لهم وكأنها حلم يقظة لكل لعبة. بعد محاولة أخرى فاشلة لأقناع أصحابه للعودة إلى أندي تركهم وودي، وأن كان علي مضض بعد أن قرر أن يفعل كل شيء بمفرده في الوقت ذاته، اكتشف بظ وجيسي وبولس وسلنكي وركس وهام والأستاذ بطاطس وزوجته المدام بطاطس والكائنات الفضائية إنهم تم إرسالهم إلى (حجرة اليرقات) حجرة الأطفال الأصغر سنًا الذين يسيئون الاستخدام ويدمرون كل ما يصادفهم في الحيز، حينئذ ذهب بظ ليطلب من لوتسو تغير الفصل. وافق لوتسو في البداية، لكن عندما امتد طلبه ليأخذ معه الألعاب الأخرى، أظهر الدب عن طبيعته الحقيقية، جنباً إلى جنب مع أعوانه، قبض علي بظ وعاقبه بإعادة ضبط نظام التشغيل، مما جعله يصبح مطيعًا وحارس فضاء متعصب وأسند إليه مهمة مراقبة رفاقه السابقين الذين اسروا.
بينما كان يهرب وودي من ساني سايد، تشابك في أحدي الأشجار والتقطته بوني، الابنة الطفلة لصاحبة مركز الرعاية، التي حملته معها إلى البيت. بمجرد وصوله هناك، تعرف وودي علي ألعاب بوني واحد من تلك الألعاب، المهرج كاليس الذي أظهر لوودي حقيقة لوتسو وساني سايد: كان الدب الدمية الوردي، الطفل الدمية بيمبو وكاليس نفسه ملكًا لديزي، الطفلة التي قد فقدتهم بعد أن نامت في الطريق إلى الريف. تمكن كل من الثلاثة، بعد رحلة شاقة، من العودة إلى البيت، لكن هناك اكتشف لوتسو أن والدي ديزي قد اشتروا لها لوتسو جديد. كانت تلك التجربة بمثابة صدمة للدمية الدب الذي أجبر كل من بيمبو وكالكيس الهروب معه، بتعصب كان مقتنعًا أن الطفلة لم تعد ترغب فيهم. هكذا استقر ثلاثتهم في مركز الرعاية و، بعد أن حملت بوني المهرج إلى البيت، صنع لوتسو تسلسل هرمي من اللعب.
في الوقت ذاته في مركز الرعاية المدام بطاطس، بفضل عينها المنسية في البيت رأت واكتشفت أن وددي قد قال الحقيقة وأن أندي ما زال يبحث عنهم بكل يأس. عاد وودي إلى ساني سايد ليساعد أصحابه للهرب من مركز الرعاية وبخطة عبقرية خلص بظ من أيدي عصابة لوتسو. لكن في محاولة لإعادة اللعبة كما كانت من قبل، قامت ألعاب أندي بضبط نظام التشغيل عن طريق الخطأ إلى المودييل الأسباني. مع ذلك قام الفريق بعمل خطة للهروب من مركز الرعاية عن طريق تصريف المخلفات، لكن قام لوتسو وألعاب ساني سايد بمنعهم، بعد أن
اقتنع بيمبو بما قاله وودى عن شر لوتسو، قام بإلقاء الدب في صندوق المخلفات، ولكن مع كل هذا قد تمكن من أن يلقى الكاوبوى معه. لهذا كان بظ والأخرون مجبورين على أن يتبعوهم في البرميل؛ داخل شاحنة قمامة المدينة دهس تلفاز حارس الفضاء، وهذه الحادثة جعلته يستعيد أعداداته الأصلية، فعاد ليكون بظ الذي يعرفه الجميع.
حملت شاحنة القمامة اللعب إلى مكب النفايات، حيث يتم طرحهم علي الشريط الناقل الذي يؤدى بهم، في نهاية العملية إلى محرقة كبيرة. في حين أن الشريط كان على وشك الانتهاء من مسيرته، تمكن وودى من رؤية الزر الذي يتيح قفل الماكينات الذي مر تقريبًا إلى جانبهم، وطلب من لوتسو أن يذهب للضغط عليه. ساعدت اللعب الأخرى لوتسو، الذي تمكن من الوصول للزر، لكن في آخر لحظة قرر بدناءة أن لا يضغط على الزر وترك الفريق يسقط داخل المحرقة. داخل الفرن استسلمت اللعب لمصيرهم وتلاحمت الأيدى لأعطاءهم قوة في مواجهة الموت. إذ فجأة، خطاف ضخم، يديره ثلاثة كائنات فضائية، أبناء الأستاذ والمدام بطاطس جمعوهم وأنقذوهم من الحرق. عاد وددى والأخرون إلى بيت أندى، بينما التقط عامل جمع القمامة لوتسو وعلقه على مبرد شاحنته.
بعد أن سمع وودى أندي يقول لوالدته أنه سيكون دائمًا بجانبها، أدرك أنه هو والألعاب الأخرى سيكونوا أكثر فائدة في مكان آخر وكتب رسالة ينصح فيها أندي أن يهدى تلك الألعاب إلى بوني. بعد أن قرأ الصبى تلك البطاقة، ذهب إلى بيت بونى وعرض عليها الألعاب كلها وقدمها واحدة تلو الأخرى إلى أن وجد في أسفل الصندوق وودى وبعد لحظة من التردد أهداه إلى الطفلة ثم قضى بعد ظهر اليوم كله في اللعب معها. في النهاية عندما غادرت عربة أندى للذهاب إلى الكلية، ودع وودى صاحبه القديم والآن تبدأ الألعاب حياة جديدة مع بونى.

## الأداء الصوتي
| اسم الشخصية       | اسم الشخصية بالإنجليزيّة | مؤدي الصوت الأصليّ (بالإنجليزيّة)                  | مؤدي الصوت باللهجة المصرية | مؤدى الصوت بنسخة إيمدج برودكشن هاوس | مؤدي الصوت بالنسخة الفصحى (ديزني بلس) |
| ----------------- | ----------------------- | ------------------------------------------------ | -------------------------- | ----------------------------------- | ------------------------------------- |
| وودي              | Woody                   | توم هانكس                                        | طارق إسماعيل               | شربل أيوب                           | طارق إسماعيل                          |
| باز يطير          | Buzz Lightyear          | تيم ألين                                         | ضياء عبد الخالق            | بلال بشتاوي                         | ضياء عبد الخالق                       |
| جيسي              | Jessie                  | جوان كوزاك                                       |                            | نسرين مسعود                         | نورهان حافظ                           |
| الأستاذ بطاطس     | Mr. Potato Head         | دون رينكلز                                       | محمد مقولي                 | سعد حمدان                           | سيد الرومي                            |
| مدام بطاطس        | Mrs. Potato Head        | استيل هارس                                       | سهير البدراوي              | سمارة نهرا                          | سهير البدراوي                         |
| سلنكي             | Slinky Dog              | بليك كلارك (بديل عن مؤدي الصوت الأصلي جيم فارني) | عادل خلف                   | علي الزين                           | عادل خلف                              |
| ركس               | Rex                     | والس شون                                         | رأفت ماهر لبيب             | ماهر شوا                            | هشام الجندي                           |
| هام               | Hamm                    | جون راتزنبرجر                                    | جلال الهجرسي               | حسن المصري                          | جلال الهجرسي                          |
| باربي             | Barbie                  | جودي بينسون                                      | إيمان عياد                 | رينيه غوش                           | دعاء السراج                           |
| أندي              | Andy Davis              | جون مورس                                         | عمر الميقاتي               | عبدو حكيم                           | شادي خفاجة                            |
| اندي الصغير       | young andy              | تشارلي برايت                                     |                            | باسل سعد                            | محمد غريب                             |
| سِيد               | Sid Phillips            | إريك فون ديتن                                    |                            |                                     |                                       |
| الرقيب            | Sarge                   | رونالد لي إرمي                                   |                            | جورج طويل                           |                                       |
| كين               | Ken                     | مايكل كيتون                                      | خالد منصور                 | حسن مهدي                            | أحمد مجدي                             |
| لوتسو             | Lotso                   | نيد بيتي                                         | محمد الشرشابي              | عفيف شيا                            | محمد الشرشابي                         |
| بونى              | Bonnie                  | اميلى هان                                        |                            | كارين عودة                          | مريم فاروق                            |
| التليفون الثرثار  | chatter telephone       | تيدى نوتين                                       |                            | فادي الرفاعي                        |                                       |
| المهرج تشاكيلس    | Chuckles                | باد لاكى                                         |                            | فادي الرفاعي                        |                                       |
| تريكسى            | Trixie                  | كريستين شال                                      |                            | رنا الرفاعي                         |                                       |
| مخروط الايس كريم  | Buttercup               | جيف غارلين                                       |                            | جورج طويل                           |                                       |
| دولى              | Dolly                   | بونى هانت                                        |                            | إيمان بيطار                         |                                       |
| السيد بريكل بانتس | Mr. Pricklepants        | تيثومى دالتون                                    |                            |                                     |                                       |
| شانك              | Chunk                   | جاك إنجيل                                        |                            | جورج أبو سلبي                       |                                       |
| ستريتش            | Stretch                 | ووبى جولدبرج                                     |                            | ريتشارد ياني                        |                                       |
| تويتش             | Twitch                  | جون سيجان                                        |                            | إبراهيم ماضي                        |                                       |
| السيدة ديفيس      | Andy's Mom              | لورى ميتكالف                                     | سلوى محمد علي              | رانيا مروة                          | نفرتاري جمال                          |

### نسخةإيمدج برودكشن هاوس(العربية الفصحى)
- شربل أيوب - وودي
- بلال بشتاوي - باز يطير
- نسرين مسعود - جيسي
- سمارة نهرا- مدام بطاطس
- حسن المصري - هام
- سعد حمدان - أستاذ بطاطس
- علي الزين - سلنكي
- ماهر الشوا - ريكس
- عفيف شيا - لوتسو
- باسل سعد - أندي الصغير
- حسن مهدي - كين
- رينيه غوش - باربي
- كارين عودة - بوني
- عبدو حكيم - أندي
- رانيا مروة- السيدة ديفيس
- إيمان بيطار - دولي
- ريتشارد ياني - ستريتش
- فادي الرفاعي - تشاكلز
- جورج طويل - باتركاب
- آية كعكاتي
- محمد كعكاتي - بيتي، بيترس، بينيلوب
- إبراهيم ماضي - تويتش
- رنا الرفاعي - تريكسي
- جورج أبو سلبي- تشانك

## الشخصيات
- وودي، الدمية المأمورهو اللعبة المفضلة لأندي، ولهذا كان له مكانه الخاص علي السرير، لذا حصل علي دور الزعيم للألعاب كلها.
- باز يطير، حارس الفضاء بقيادة النجوم هو لعبة جديدة من البلاستيك ذو صوت الكتروني، وأجنحة، وليزر (صمام عنصري ثنائي باعث للضوء) ومفاعل بظ هو هدية عيد ميلاد أندي وأصبح من تلك اللحظة فصاعداً لعبته المفضلة، مجرًدا وودي من مهامه التي قام بها من سنوات. مع ذلك أصبح الاثنان صديقان علي مدار ثلاث حلقات.
- جيسي هي قطعة من الكاوجيرل، تشارك وودي في نفس مهامه. قد استخدم كل منهما في الواقع، في البرنامج التلفزيوني الشهير في الخمسينات وودي راوند أب. كانت جيسي مغرمة ببظ وقلقة أن يتم التخلي عنها مرة أخرى، كما حدث مع ايميلي سيدتها السابقة، كانت جيسي في البداية متحمسة لمركزالرعاية، لكنها فهمت مبكرًا كمثل الآخرين، أن ساني سايد لم يكن هو الجزيرة التي تغمرها السعادة التي ظهرت في البداية.
- الأستاذ بطاطس استنادا علي دمية هاسبرو نفسها، هو رأس على شكل بطاطس التي يمكنك من خلالها خلع كل مكونات الوجه (العيون – الأنف– الأذنين). إلى جانبه، زوجته المدام بطاطس التي، في هذه الحلقة، تبحث باستمرار عن عينها المفقودة، التي بفضلها تمكنت الألعاب من أن تكتشف أن أندي لم يكن لديه نية لرميهم وأن وودي قد قال الحقيقة.
- باربي، كانت تملكها مولي، في البداية تم أرسلها إلى ساني سايد علي يد مولي. كانت منهارة لتخلي مولي عنها، فانضمت إلى الألعاب الأخرى، وعندما كانت في مركز الرعاية، وجدت كين الذي أخذها لتنتقل إلى مسكنه. مع ذلك عندما تم اكتشاف النوايا الحقيقية للوتسو، عادت مع بظ والأخرين، محاولة أن تقنع كين أن يحذوا حذوهم. يقوم شكل باربي علي موديل 1984 شكل كبير.
- لوتسو، هو دمية دب وردي اللون الذي تفوح منه رائحة الفرولة، هو زعيم الألعاب في ساني سايد. كان لوتسو مع كل من بيمبو وكالكيس، ملكًا للطفلة ديزي، التي هي أثناء نزهتها بالخارج اصطحبتهم معها ونستهم في ريف مفتوح. تمكن الثلاثة من العودة إلى البيت، لكن بعد أن اكتشفوا أن والدي الطفلة استبدلوا لوتسو بدب مماثل علي نفس خط الإنتاج. أقنع الدب المستاء، بيمبو أن الصغيرة استبدلته هو الآخر وذهب كل منهما إلى ساني سايد. مع الوقت أصبح لوتسو الزعيم بلا منازع للعب في مركز الرعاية، وكان يحكم باستبداد وطغيان.
- كين هو خطيب ورفيق لباربي. بالإضافة إلى ذلك كان هو المرشد لمركز الرعاية بالنسبة لوودي واصدقائه في البداية، كان شريك للوتسو، وقع كين في الحب مع باربي وأخذ الاثنين محل لوتسو في إدارة ساني سايد وجعلوا المركز جنة حقيقية للعب. أعتمد كين على نسخة الحيوان لوفين 1988.
- بوني هي تلك الطفلة الخجولة التي تلقت كهدية ألعاب أندي. تمك دوللي دمية عروس من القماش، الأستاذ شوكة وهو افخم قنفد عاشقا للتمثيل تريكسي لعبة ذات ثلاثة قرون (صنعت من قبل مصنع (ليكيس)، مخروط الايس كريم، لعبة وحيد القرن، المهرج صاحب الأبتسامة الحزينة الدائمة علي وجهه، ولعبة بعض البازلاء الموجودة داخل جراب صغير على شكل حبوب. ولكى يجعلوا الألعاب مختلفة، فقد فكر صناع السينما في مجموعة وودى وباظ على أنها مثل فريق العمل، بالإضافة إلى البطل أندى، بينما ألعاب بونى فهي مثل الشركة المسرحية بقيادة الممثل الشكسبيري برنكل بانتيس.

## الإنتاج
وفقًا لشروط صفقة بيكسار الأولية المكونة من سبعة أفلام مع شركة والت ديزني، فإن جميع الشخصيات التي أنشأتها بيكسار لأفلامها مملوكة لشركة ديزني. علاوة على ذلك، احتفظت ديزني بالحق في صنع تكملة لأي فيلم من أفلام بيكسار،  الرغم من أن بيكسار احتفظت بحق الرفض الأول للعمل على هذه الأجزاء اللاحقة. في عام 2004، عندما أدت المفاوضات المثيرة للجدل بين الشركتين إلى حدوث انقسام على الأرجح ، وضع مايكل إيسنر، رئيس مجلس إدارة ديزني في ذلك الوقت، خططًا لإنتاج حكاية لعبة 3 في استوديو ديزني الجديد، سيركل 7 للرسوم المتحركة. أشار تيم ألين صوت بظ لايت يير، إلى استعداده للعودة، حتى لو لم تكن بيكسار على متنها. كان من المقرر عرضه في دور العرض في ربيع 2008.
لقد مر فيلم حكاية لعبة 3 بعملية مخاض مضطربة حيث تنقل خلال سنوات إنتاجه بين اثنين من استديوهات الأفلام المتحركة والعديد من المخرجين. بدأت فكرة عمل جزء آخر من حكاية لعبة في الظهور بعد عرض حكاية لعبة 2 الذي حصد إعجاب النقاد والجمهور وشجع على التفكير في عمل جزء آخر. كان جون لاسيتر متحمسا للفكرة لدرجة أنه على الرغم من المشكلات المتعلقة بإنتاج الجزء الثاني كتغيير الإخراج والقرار بإعادة الكتابة من البداية لجزء كبير من الفيلم قبل سنة من الموعد المحدد لظهور الفيلم فكر في أن يبدأ عاى الفور في إنتاج حكاية لعبة 3 تاركا الإخراج إلى أحد مساعديه. بدأ جو رانفت في تطوير مجموعة مختلفة من الافكارالتى تدور حول التوسع في المسودة الاولية للسيناريو بعد الخلاف الذي حدث بين شركة ديزنى وبيكسر والذي شكل عائقا امام أي محاولة للإنتاج بما في ذلك شخصيات الأجزاء. بانهاء الاتفاق بين الشركتين في عام 2004 كانت شركة ديزنى قوية لدرجة الاحتفاظ بحقوق شخصيات كل الأفلام التي أنتجت حتى اللحظة أو أي أفلام أخرى متوقعة. هكذا اسست الشركة استوديو الأفلام المتحركة سيركل 7 بهدف إنتاج الأفلام والمسلسلات التليفزيونية دون تدخل شركة بيكسر، حتى لا تضطر إلى مقاسمتها الأرباح.
كان يفترض أن يكون فيلم حكاية لعبة 3 أول إنتاج يرى النور على أن يقوم بإخراجه برادلى رايموند، مخرج فيلمي الأسد الملك 3: هاكونا ماتاتا. لكن المشروع اتى بنتائج عكسية بعد أن ترك المدير التنفيذى مايكل ايسنير شركة ديزنى في أكتوبر عام 2005. في عام 2006 انتصرت ديزنى على بيكسر بعد انشائها أكبر استديو لإنتاج الأفلام المتحركة في العالم. كان جون لاستير وايد كاتمول على رأس القسم الخاص بصناعة الأفلام المتحركة. ترك روبيرت لجير، الذي حل محل اينسي المدير التنفيذى الاسبق، إدارة الاستوديو إلى لاستير وكاتمول الذين عملا على إغلاق سيركل 7 وكل المشاريع الجارى إنتاجها بما في ذلك حكاية لعبة 3. هكذا في مايوأعلن لجير أنه سيتم نقل فيلم حكاية لعبة 3 ليكون من جديد تحت رعاية بيكسار.

### الإخراج
برادلي ريموند الذي أخرج في السابق أفلام ديزني المباشرة مثل أحدب نوتردام 2، و الأسد الملك 3: هاكونا ماتاتا تم تعيينه لإخراج الفيلم. من بين السيناريوهات التي كانت سيركل 7 قيد الدراسة هناك واحدة من كتاب السيناريو الخاص بالحيوانات الأليفة للمعلمين بيل وشيري ستينكلنر. تتضمن فكرتهم للفيلم أندي وألعابه (وودي، وبز، وهام، وريكس، وسلينكي، والسيد بوتاتو هيد، وجيسي، وبولسي) يقومون بزيارة منزل جدته طوال الليل لأن غرفته يعاد تشكيلها. لذا تحاول مجموعة من ألعاب أندي وشخصياتها الجديدة هي-هي وجلاديولا اكتشاف من سرق الألعاب واحدة تلو الأخرى في قصة قتل غامضة على غرار جريمة القتل. على الرغم من رفضه، إلا أن ديزني أعجبت بالسيناريو لدرجة أن هذا الإصدار كان سيُنظر إليه في الجزء الرابع المحتمل.
تمت كتابة النسخة النهائية من نص الحلقة 7 بواسطة كاتب سيناريو قابل الوالدين جيم هرتسفيلد. ركزت على ألعاب أندي التي تقوم بشحن بظ المعطل إلى المصنع في تايوان حيث تم بناؤه باسم ووكا ووكا، مع أمل الألعاب الأخرى في إصلاحه هناك. أثناء البحث على الإنترنت، اكتشفوا بعد ذلك أن العديد من ألعاب بظ لايت يير تتعطل في جميع أنحاء العالم، وقد أصدرت الشركة عملية سحب ضخمة. خوفًا من تدمير بظ، تقوم مجموعة من ألعاب آندي (ودي وريكس وسلينكي ومستر بوتاتو هيد وهام وجيسي وبولس أي) بشحن أنفسهم إلى تايوان والمغامرة لإنقاذ بظ في الوقت نفسه، تلتقي بظ بألعاب أخرى من جميع أنحاء العالم كانت محبوبة في يوم من الأيام، ولكن تم استدعاؤها مثل روزي، وهي لعبة دافئة دافئة وجادي، وهي دمية طويلة الساق مع ثوب مسائي. جنبًا إلى جنب مع الألعاب التي تم استرجاعها، يلتقي بظ أيضًا بشخصية حركة ستار كوماند جديدة والتي كانت ستحل محل بظ، داكس بلاستار، جنبًا إلى جنب مع قطته الأليفة الملحقة المسمى كومت.
في كانون الثاني (يناير) 2006، اشترت ديزني شركة بيكسار في صفقة وضعت مديري شركة بيكسار، إدوين كاتمول وجون لاسيتر، مسؤولين عن جميع الرسوم المتحركة من ديزني. بعد ذلك بوقت قصير، تم إيقاف تشغيل سيركل 7 للرسوم المتحركة وإلغاء نسخته البديلة من حكاية لعبة 3. :1 في الشهر التالي، أكد الرئيس التنفيذي لشركة ديزني، بوب إيجر، أن ديزني كانت بصدد نقل الإنتاج إلى بيكسار. قام جون لاسيتر وأندرو ستانتون وبيت دوكتر ولي أونكريتش بزيارة المنزل حيث عرضوا قصة لعبة وتوصلوا إلى قصة الفيلم خلال عطلة نهاية الأسبوع، ثم كتب ستانتون العلاج.
لم يكن لهذه القصة أي أثر لنسخة سيركل 7 من الفيلم، لأن صانعي الفيلم لم يقرؤوا نصها: «ليس بسبب الحقد، لكننا أردنا أن نبدأ من جديد، وألا نتأثر بما فعلوه»، قال أونكريتش. «لم ننظر إلى أي عمل قاموا به. لم نرغب حقًا في معرفة أي شيء عنها». في فبراير 2007، أعلن لاسيتر أن المخرج المشارك حكاية لعبة 2، لي أونكريتش، هو المخرج الوحيد للفيلم بدلاً من نفسه (أخرج لاسيتر أول فيلمين وكان مشغولاً في إخراج سيارات 2)، وكان مايكل أرندت كاتب سيناريو. تم الإعلان أيضًا عن عام 2010 كتاريخ إطلاق مؤقت.
قال أونكريتش، الذي كان يعمل مع ارندت وفناني تطوير القصة في الفيلم منذ منتصف عام 2006،  إنه شعر بالضغط لتجنب إنشاء «أول عطل» لشركة بيكسار، منذ (اعتبارًا من 2010) جميع أفلام بيكسار كانت النقاد والنجاحات التجارية. في فبراير 2008، تم الإبلاغ عن خط حبكة الفيلم: «وودي راعي البقر وأصدقاؤه في صندوق الألعاب يتم إلقاؤهم في مركز للرعاية النهارية بعد أن غادر مالكهم، آندي، إلى الكلية.» 

## التطوير
خلال مراحل التطوير الأولية للفيلم، أعادت شركة بيكسار النظر في عملها من قصة حكاية لعبة الأصلية ووجدت أنه على الرغم من إمكانية فتح ملفات الكمبيوتر القديمة للنماذج المتحركة ثلاثية الأبعاد، إلا أن رسائل الخطأ منعتهم من تحرير الملفات. استلزم هذا إعادة إنشاء النماذج من الصفر. لإنشاء مشهد فوضوي ومعقد في ساحة الخردة بالقرب من نهاية الفيلم، تم استثمار أكثر من عام ونصف في البحث والتطوير لإنشاء أنظمة المحاكاة المطلوبة للتسلسل.
بدلاً من إرسال سيناريوهات توم هانكس وتيم ألين وجون راتزنبرجر للنظر فيها في إعادة تأدية أدوارهم، عُرضت قصة كاملة من الفيلم على الممثلين في المسرح. تتكون البكرة من القصص المصورة المتحركة بأصوات مسجلة مسبقًا ومؤثرات صوتية وموسيقى. في ختام المعاينة، وقع الممثلون على الفيلم.
المخرج الفني للفيلم هو دايسوكي تسوتسومي وهو متزوج من ابنة أخت هاياو ميازاكي، التي كانت مصدر الإلهام الأصلي لشخصية مي في فيلم الرسوم المتحركة ميازاكي جاري توتورو (1988). يظهر توتورو مظهرًا رائعًا في حكاية لعبة 3.
أعلنت دولبي لابوراتوريز أن حكاية لعبة 3 سيكون أول فيلم يعرض صوت محيطي 7.1 مسرحي. وبالتالي، حتى إصدار بلو راي سيحتوي على صوت 7.1 أصلي، على عكس الأفلام الأخرى التي تم إعادة مزجها إلى 7.1 لـ بلو راي.

### السيناريو
لقد تم البدء في صياغة السيناريو في عام 2006 بعد عودة كل من جون لاستير، اندرو ستاتون، بيت دكتور، لى انكريتش، بوب بيترسون، جيف بيدجون ودارلاك.أندرسون إلى «لايف ديل بويتا» المبنى الكائن في منطقة توماليسداى، حيث قاموا بوضع تصور لأحداث قصة الفيلم حكاية لعبة من قبل، وهكذا وضعوا اساس الجزء الجديد. تجاهل فريق المبدعين متعمدا نسخة سيركل7 وفضلوا ابتكار شئ جديد قريب من الروح الأصلية للفيلم (تبدا مقدمة نسخة سيركل7 بالعطل الفنى الذي يحدث ل بظ ليتير الذي تم ارساله إلى مركز تايب للرعاية بعد أن اصاب مالكه صدفة، مجبرا بذلك وودى والآخرين على القيام برحلة لإنقاذه).
أخذ ستاتون استراحة من العمل في وال. أي من أجل كتابة مسودة من عشرين صفحة تم العمل على تطويرها فيما بعد على يد السينارست مايكل ارندت واونكريتش نفسه. لم يكن ارندت هو الوحيد الذي كتب الصقة فقد كانت ثمرة تعاون أكثر توسعا: فقد شارك في وضع السيناريو كل من انكريتش وفريق حكاية لعبة، وهو قسم مخصص لصناعة المشاهد والنكات والتصاعد الدرامى، بالضافة إلى فريق شركة بيكسار (المكون من لاستير، دكتور، ستاتون، ارندت، بيترسون، براد بيد وبريندا تشابمن) الذي بعد أن اطلع لمدة مؤقتة على أحداث الفصة أخذ يعطى النصائح والتوجيهات للفريق. بعد ذلك تحول الفيلم إلى عشرات منالمشاهد التي يمكن إعادة كتابتهى عدة مرات قبل الحصول على الموافقة النهائية (بعض المشاهد الحاسمة اسفرت عن ستين مسودة مختلفة) معظم المواقف والشخصيات الموجودة في الفيلم تم اقتباسها من افكار مهملة في مشاريع أخرى لشركة بيكسار، مثل شخصية لوتسو، الذي ظهر في الاصل في مسودة تتمة فيلم تين توى والتي لم ترى النور، وهكذا يمكن أن تكون قصته اندمجت مع فيلم حكاية لعبة، بعض الأجزاء المفصلية في السرد تم اقتباسها من قصص حدثت بالفعل؛ مثل مشهد استبدال الألعاب بكيس القمامة، فقد تمت صياغته بناء على حادثة وقعت للمخرج بالفعل حينما القى صدفة كيسا كان يحوى مجموعة من الدمى التي تخص زوجته بدلا من كيس القمامة أثناء تنقله.
ان عنصر الهروب الذي يظهر في الجزء الثاني في الفيلم تم تقديمه من خلال مشهد الموقع الذي تحول بسبب الكاميرات والحوائط العالية إلى ما يشبه السجن.يقول المخرج أن فيلم كول هاند لوك وفيلم الهروب الكبير وفيلم قبل منتصف الليل كانوا من بين الأعمال التي شكلت مصدر الهام.
خلال التحضير للفيلم احس الفرق التنفيذى أن المشاهد الافتتاحية، التي وضعت في الاصل للجزء الأول ولكن تم حذفها لاسباب تتعلق بالوقت والمال، لم تكن مناسبة حيث أن ظهور اندى وقد كبر يعد مفاجئ جدا، لذلك فكروا في عمل مرحلة انتقالية أقل حدة بحيث يظهر اندى في مشهد الافتتاحية وقد أصبح في مرحلة يمكنه فيها امتلاك كل لعبه.اوضح اونكريتش أنه لو كان يستطيع أن يغي في الأمر شئ لادمج شخصية بو بيب في القصة في مرحلة متقدمة، لأن حضورها سيجعل المشهد أكثر ايحاءً.

### طاقم الأداء الصوتى
لقد تزامنت عملية وضع السيناريو من البداية مع اختيار أصوات الشخصيات وإخراج الحوارات. تقوم مجموعة من الممثلين بينهم توم هانكسس، تيم هالين، نيد بيتى، ووبى جولدبيرج بأداء الأصوات في النسخة الأصلية للفيلم.
- توم هانكس قام بتأدية دور المأمور وودى، وصرح بأنه سعيد بنتيجة هذا العمل ومن العلاقة التي نشأت بين شخصيتى بظ ووودى المختلفتين في الطباع لكن بوسعهما تقدير نقاط القوة والضعف في كل واحد منهم. خلال مرحلة التمهيد لإنتاج نسخة الفيلم في سيركل7 لم يتردد هانكس مطلقا في مسألة مشاركته المحتملة في الفيلم، على كل حال فان المنتجين كانوا يسعون إلى توقيع عقد مغر معه يشمل عدة افلام. شارك توم في العمل على مدار جلسات متعددة تفصلها عن بعضها شهور.
- حصل تيم الين على دور رائد الفضاء بظ ليتير. على عكس هانكس أكد الين خلال إنتاج فيلم حكاية لعبة 3 في سيركل7 أنه يسمح للشركة بأن تستعير صوته مجددا من أجل شخصية بظ وهذا يعود لعلاقته الطيبة مع شركة ديزنى (منتجة مسلسل هوم امبروفمنتس). على غرار هانكس قام الين بتأدية صوت الشخصية على مدار جلسات تفصلها عن بعضها شهور. أما المشهد الذي يتم فيه وضع بظ على النسخة الإسبانية قم فيه بتأدية الصوت جافير فيرناريز-بنيا.
- قامت جودى بينسون بتأدية دور باربى، بعد أن اتسعت مساحة الشخصية مقارنة بالجزء السابق الذي ظهرت فيه بينسون في ثوب المضيفة باربى. كغيرها من الممثلين قامت بينسون بتأدية دورها بمفردها متتبعة تعليمات المخرج. كانت بينسون أول من يقوم بدور باربى في فيديو كلايميشن (تقنية خلق الشخصيات باستخدام الطين) في عام 1984، وكانت تعتقد في البداية أنه تم التواصل معها من أجل دور ثانوى آخر. لكن عندما قالوا لها أن دورها سيكون حقيقى ومهم ارادت الممثلة أن تتأكد من أن تكون لشخصيتها باربى سمات شخصية واضحة قائلة، «اردتها ذكية وشغوفة. اردتها حقيقية وليس من البلاستيك».
- نيد بيتى قام بدور لوتسو جراندى ابراتشى الدب الصغير على رأس مدينة سانسايد.واجه الإنتاج صعوبة في ايجاد الصوت المناسب لهذه الشخصية، حيث أن لوتسر يظهر في الفيل بأوجه متعددة؛ من أكثرها حلما إلى أكثرها حقارة وشراسة. وفي النهاية وقع الاختيار على نيد بيتى الذي لم يكن قد شارك قط في فيلم رسوم متحركة لكن لديه خبرة كبيرة في خلق الشخصيات وفي المسرح، وقد قال انكريتش في هذا الصدد، «كان صعبا ايجاد صوت لانها شخصية مركبة، يجب ان يكون الممثل خفيف الظل وواثق من نفسه ولا يمنع هذا من ان يكون شرس ومخيف فهو الشمس التي يدور حولها كل شئ».
- مايكل كايتون حصل على صوت كيم، أحد أفراد عصابة لوتسو كايتون، الذي كان قد شارك في أحد إصدارات شركة بيكسر عام 2006 بتأدية دور تيك هيكس في فيلم كارز، أكد أن تأدية صوت شخصية موجودة بالفعل أصعب مما قد يبدو فالامر كله يعود لمن أدى الصوت في البداية فهو من يحدد الشخصية وسماتها.
- قام جود رتزبيرج بدور هام وهو الدور الذي قام به في الأجزاء السابقة. يعد رتزبيرج تميمة الحظ لشركة بيكسار كونه ظهر في كل الأفلام التي أنتجتها الشركة حتى اللحظة الراهنة. وخلال مرحلة الاعداد اطلع كل من رتزبيرج، هانكس، والين على نسخة اولية لاحاث القصة وفي نهاية العرض قبل الثلاثة الاشتراك دون حتى أن يقرؤؤا السيناريو كاملا.
- قام بلاك كلارك بدور سلنكى الذي قام به في الاصل جيم فامى. تربط كلارك علاقة وطيدة ب فامى، وقد شعر بالإطراء كونه يستمر في احياء شخصية ابدعها صديقه الذي توفى عام 2000. وقد استخدم كلارك في الفيلم نبرة صوت ولكنة قريبة جدا من تلك التي اعتمدها فامى لشخصية سلنكى.
- جون موريس قام بدور اندى، مالك الألعاب، للمرة الثالثة تفرغ موريس، الذي كان في السابعة خلال الجزء الأول من حكاية لعبة، للدراسة في جامعة كاليفورنيا بعد الخبرة التي اكتسبها كممثل وكان من اوائل من تواصل معهم المنتجون. على الرغم من أنه يكبر الشخصية بعدد من السنوات فقد تمت الاستعانة به للحفاظ على روح التواصل مع الأجزاء السابقة.

كما شارك في الفيلم مع الاحتفاظ بالشخصيات كلا من دون ركلس، واليس شون، استيل هاريس، ر.لى ارمى، لاورى متكالف، انك فود ديتين، ووبى جولدبيرج، تيموثى دالتون وريتشارد كايند.

#### ظهور خاص
سيراً على درب الأفلام الأخرى لشركة بيكسار فان فيلم حكاية لعبة 3 حوى ظهور خاص لشخصيات مختلفة لها علاقة بالشركة، فيظهر تيدى نيوتون الذي أخرج الفيلم القصير"عندما يقابل النهار الليل"، بتأدية صوت الهاتف الثرثار، بينما يقوم بود لاكى، مصمم الشخصيات ومخرج فيلم الملاك الواثب، بتأدية شخصية تشاكلز المهرج، كما قام بوب بيتيرسون، مساعد المخرج ومساعد السينارست لفيلم "فوق"، يتأدية صوت حارس مدينة سانسايد. هذا ويظهر مخرج العمل لى انكريتش في دور جاك في العلبة"عفريت العلبة الذي يصيح قائلا "ألعاب جديدة!" عند وصول وودى وأصدقائه. هذا بالإضافة إلى ابنه انكريتش التي ادت صوت مولى في الاجزاء السابقة وقد تم استعمال صوتها في الفلاش باك في بداية الفيلم. هذا ويشهد هذا الجزء من حكاية لعبة ظهور شخصية سيد فيليبس (الولد المشاكس الذي ظهر في الجزء الأول من الفيلم) على صورة عامل قمامة وهو يغني في مشهد قصير، وقد قام بأدائها نفس الممثل الذي أداها في الجزء الأول من الفيلم (إريك فون ديتن).

### استئناف التصوير
تمت عملية خلق رسوم الكرتون (المحاكاة) تحت اشراف بوبى بوديستا وميك فينتورينى، اللذين شرعا في عملهما قبل عملية الماكاة بكثير، حيث استعرضا في البداية أفضل المشاهد في الجزئين الاولين من السلسلة مع فريق صانعى الرسوم (المحاكيين) وارشدوهم إلى عدم تقليد الاسلوب ذاتة وانما استيعاب الطريقة المستخدمة في هذه المشاهدثم إعادة صناعتها بطريقتهم الخاصة. كما قابلا أشخاص لهم علاقة بسلسة الفيلم مثل بيتر دكتور، مشرف المحاكاة في الجزء الأول من حكاية لعبة الوظيفة التي يقوم بها جون لاستير، وقابلا ديلان برون، مخرج فيلم حكاية لعبة 2، واثنين من فريق المحاكاة هما دوج سويتلاند وانجوس ماكلين. كما التقا بمن لم يسبق له العمل في السلسلة مثل براد بيد الذي ابدى رفضه.
عقبة أخرى واجهت فريق المبدعين كانت وجوب تعلمهم كيفية خلق الحالة النفسية باستخدام نقاط ارتكاز صغيرة ثم ربطها بالشخصية وهذا يختلف عن ما كانوا معتادين عليه. اكد بوديسا وفينتورينى ان المشكلة تتمحور حول محاولة افهام فريق المحاكة انهم قادرون على الحصول على ما يريدون حتى مع شخصيات محدودة مثل وودى وبظ. هذا بالإضافة إلى المشهد الذي يظهر في التتر النهانى للفيلم حيث يقوم بظ وجيسى بتأدية رقصة إسبانية، تطلبت صناعة هذا المشهد الاستعانة بالراقصين تونى دوفلانى وتشيرل بورك، من برنامج «الرقص مع النجوم»، كى تكون هناك مرجعية حقيقية يقوم المشهد على اساسها.
مائتى مليون دولار كان المبلغ المخصص لإنتاج الفيلم وبه استطاع صناع الفيلم تطويع التكنولوجيا المتطورة التي استطاعوا بفضلها ابتكار مشاهد أكثر تعقيدا من تلك في جزئي السلسلة السابقين. يعد ابتكار شخصية لوتسو، وهي أول شخصية لشركة بيكسر تتم صناعتها بقماش الفرو، انفراد على المستوى التقنى. حيث أن الكمبيوتر يمكنه التحكم في محاكاة الاسطح البلاستيكية بصورة أكبر من قماش ناعم مثل الفرو الذي يتطلب من فريق المحاكاة دراسة دقيقة لبعرفة كيف ينثنى وينطوى وما هي الحركات التي يمكن لدمية لا تملك هيكل داخلى أن تؤديها.
على كل حال فإن الحسنة الكبرى كانت تقدير الأجسام البشرية وتصويرها، ففى هذا الصدد طبق التقنييون كل خبراتهم في مجال حركة أعضاء الجسم والتحكم في الحركات وتظليل الاسطح ومحاكاة الاقمشة والجلد. كانت صعوبة عمل المشرفين تكمن في محاولة الحفاظ على التوازن بين التقدم التكنولوجى وبين الاهتمام بأن تظهر الشخصيات الإنسانية في الفيلم بصورة محببة ومقبولة، مع اعطاء الإحساس بانهم ينتمون إلى هذا العالم. تم الانتهاء من المحاكاة بصورة فعلية في 26 مارس 2010، بينما تم عرض الفيلم نفسه في 30 أبريل من نفس العام.

### التصميم والسينوغراف
قام بوب باولى بعمل السينوغراف وتصميم الشخيصات، وقد ساهم السينوغراف في المشهد الأول في الإبداع الفنى لشخصية بظ ليتر، في بداية مرحلة الإنتاج اطلع فريق العمل على التصميمات التصورية بهدف تعدل التصميمات الأصلية للشخصيات الموجودة في كمبيوتر بيكسر. لكن الطاقم اكتشف أن خطوط التصميم تعود لمرحلة لا يمكن أن يتم تعديلها. هكذا توجب على الفريق التنفيذى البداية من الصفر حاملين تعديلات متعددة؛ شخصية وودى، على سبيل المثال، اضيفت لها طبقات أخرى من النسيج تم تحسين الجرافك الخاص بملابسها. وبما أن بعض الشخصيات تظهر مصنوعة من القماش قام الفريق بإعادة تصميم الخياطة مع زيادة ابراز ثنايا الملابس خلال الحركة.
أثناء مرحلة البحث من أجل ايجاد اماكن واقعية لتكون مرجعية، قام المبدعون بزيارة مواقع مختلفة من بينها المحرقة وروضة الأطفال، حيث لاحظ الفريق القارب بين البناء المعمارى للروضة التي تحوى كاميرات للتاميت وصناديق ممتلئة بالألعاب كما لو كانت زنازين السجن. هذه الجدلية دفعتهم لزيارة سجن الكاترز للتقريب بين العنصرين. على كل حال كان هدف الإنتاج هو جعل الفيلم أكثر واقعية دون تكرار الواقع.
لقد ركز المدير الفنى على صورة اندى وابعاد غرفته. يظهر اندى في الفيلم في سن السابعة عشر وقد شهد تحول عنيف مقارنة بالفيلم السابق. عاد فريق باولى للنموذج الأصلي لاندى، وهو تمثال موجود حتى الآن في ارشيف بيكس، واخذوا في دراسة صور تخص اولاد لاستير ليستعيروا منها ثأثير تطور الزمن على هيئة الجسم والوجه، ليكون لديهم تصور واقعى لشكل اندى وقد كبر. فيما يتعلق بغرفة الشخصية فان جزء كبير من السينوغرام والاثاث تم تلوينه بدرجات مختلفة من اللون الكحلى ليعطى الإحساس بالامان مع وجود المخاطر.
اراد الفريق التنفيذى تكريم ستيف جوبس من خلال اعطاء اندى ماك (ماكينة ابل لصنع التوست) واعطاء مولى اى باد كما يظهر وودى سريعا وهو يتصفح الإنترنت مستخدما أي ماك جي 5، كما تم شكر جوبس في التتر الأخير للفيلم بالإضافة إلى كاثلين براون وهايو ميزاكى وتو تشيو سوزوكى.

### التصوير
تم اسناد تصوير الفيلم لجيرمى لاسكى الذي كان قد عمل في فيلم وال أي، وفيلم كارز، وفيلم البحث عن نيمو، وفيلم كيم وايت. اهتم لاسكى بوضع اسس المشهد وحركات كاميرا التصوير الافتراضي حول الموقع الذ تم ابتكاره باستخدام الكمبيوتر، بينما اسندت إليه مهمة اضاءة بيئات التصوير في فيلم وايت.
و فيما يخص التصوير أيضا ففى فيلم حكاية لعبة 3 كان هناك وسائل وخبرات أكثر تطورا من الأجزاء السابقة؛ فالتقدم التكنولوجى في تقدير الاسطح والإضاءة وفي استخدام الكاميرات السينمائية كان يجب أن يغلب على الإبداع الفنى المستمر للسلسة، كما يقول المخرج نفسه، «من المؤكد ان هذا الفيلم يسير على درب سلسلة حكاية لعبة لكن نريد ان نظهر أيضا مواهب المبدعين بجانب التطور التكنولوجى».
لقد عمل جيرمى لاسكى في تواصل مباشر مع انكريتش من أجل وضع أسس التأطيرات المختلفة. وضع الاثنين حدودا للامكانيات اللامتناهية التي تقدمها لهم التكنولوجيا من أجل جعل حركات الكاميرا متسقة مع الموقف وجعلها منطقية ومماثلة للتصوير السينمائي الحى، متجنبين خلق زوايا غير واقعية أو كتلك في ألعاب البلاى ستيشن، بهدف تركيز الاهتمام على ما تختبره الشخصيات وما تشعر به أكثر من التركيز على حركات الكاميرا. ويؤكد لاسكى في هذا الصدد ان«الكاميرات التي نستخدمها تعمل عدد أكبر من الساعاتو تعطى واقعية أكبر للعالم الذي تتحرك فيه. لقد اصبحنا أكثر مهارة من الوقت الذي كنا نستخدم فيه كاميرا اليد، كما ان التعمق في هذا المجال أصبح أكثر ثراءً».و لزيادة انسجام المشاهد توم وضع الكاميرا فوق الألعابلينتج بذلك اتساع المساحات واظهارهامن مستوى نظر الشخصيات. الإضاءة، على العكس، ساهمت في توسيع سلم الأحداث لذى يدور فيه الفيلم بفضل اللحظات التي يملاء فيها انعكاس الضوء الفوتوجرام، أو في اللحظات التي يكون الضوء نفسه جزءأً من درامية المشهد كما يحدث في نهاية الفيلم في مشهد المحرقة.

### المؤثرات الخاصة
تم تنفيذ المؤثرات الخاصة على يد فريق من التقنيين يرأسه جويدو كوارونى الذي كان مسؤولا أيضا عن المؤثرات الخاصة في فيلم حكاية لعبة 2 وفيلم شركة المرعبين المحدودة. وكان من بين مهام الفريق إخراج محاكاة الظواهر الفيزيائية والجوية، وجودة الاقمشة والتظليلات. على الرغم من سنوات تجديد وتطوير برامج السوفت وير التي تفصل هذا الجزء عن سابقيه فان الفيلم واجه تحديات تقنية مختلفة، لكن تم حلها بفضل مساعدة قسم البحث والتطوير.
يعد مشهد المحرقة واحد من أصعب المشاهد بالنسبة لفريق المؤثرات الخاصة حيث تظهر فيه ملايين من المخلفات وقطع الخردة المتهالكة متجهة صوب المحرقة. هذه السلسلة من المشاهد تحوى عددا هائلا من التفاصيل أكثر من باقى الفيلم. ووفقا لمنتجة الفيلم دارلاك. أندرسون فيلم يكن هناك متسع من الوقت ولا من الموارد المالية لصناعة كل عنصر يظهر في الشاشة بطريقة يدوية. وهناك مشكلة مشابة لتلك تتمثل في تشكيل اكياس القمامة الهائلة التي تظهر في الفيلم، يجب أن تبدو هذه الأكياس واضخحة وأن يتم محاكاتها بطريقة مقنعة دون اعطاء أي شعور بعدم الواقعية، فغير ذلك قد يؤدى إلى تشتت المشاهدين. هناك مؤثر آخر كان أكثر تعقيدا من المشكلات السابقة وتطلب استخدام المحاكاة وهو ملابس بونى المكونة من الكثير من قطع الملابس بأقمشة متعددة من ببينها الجينز والتول والقطن والتي يجب أن تتحرك وتتفاعل بانسجام مع بعضها البعض مثل الاقمشة الحقيقية.
تم ترشيح المؤثرات الخاصة لهذا الفيلم لنيل جائزة منظمة المؤثرات البصرية وجائزة البافتا (و هي جائزة سنوية لأفضل مؤثرات بصرية وخاصة وهذا الترشح يعد الرابع لأفلام الروائية الطويلة من فئة الرسوم المتحركة بعد فيلم الجميلة والوحش، وفيلم حكاية لعبة، وفيلم حياة حشرة.

### المؤثرات الصوتية
كانت المؤثرات الصوتية للفيلم من اختصاص مصمم النغمات توم ميرس والموزع مايكل سيمانيل والمونير النيلسون. فقد شاهد ثلاثتهم نسخة الفيلم في هيئة قصة مصورة في بداية عام 2009 خلال اجتماع مع المخرج ثم بدؤوا أعمالهم بصورة مستقلة في نهاية العام نفسه. كما ساهم جار ريدستورم في الفيلم كخبير من خلال اعطاء نصائح وتوجيهات كونه عمل في الجزئين السابقين لفيلم حكاية لعبة.
كان اهتمام انكريتش الأساسي هو الحفاظ على التواصل والانسجام مع الأجزاء الأخرى للسلسة حتى فيما يخص النغمات، لذلك فان الجزء الأكبر من المؤثرات الصوتية تم جلبه من المكتبة الصوتية لشركة بيكسار. تم تطوير مادة جديدة تتماشى مع التغيرات المختلفة التي تحدث لـ بظ خلال الفيلم. فنجد أن مريس قد عدل الأصوات الطبيعية التي تصدرها اللعبة وهي في وضعية الديمو فجعلها أكثر تيبسا وصلابة. في المقابل نجد أن التقنيين، حين يتحول بظ لوضعية الإسباني، قد جعلوا حركاته أكثر مرونة مضيفين عليها عنصرا رومنسيا. كان انكريتش دقيقا جدا فيما يتعلق بالأصوات وتفاعلها مع الموسيقى التصويرية، فعلى سبيل المثال نجد أن الألعاب عندما تتفاعل مع البشر فانها تصدر أصواتا ضعيفة وخافتة مقارنة بالصوات الموجودة حولهم، لكن في المشاهد التي تكون فيها الألعاب بمفردها تصبح الأصوات أكثر صخبا من أجل زيادة التركيز على الحضور التصويرى.
واحدة من المشكلات التي ظهرت خلال صناعة الفيلم كانت خلق أصوات جديدة مخرجة يصدرها بظ ووودى خلال أحداث الفيلم. في الواقع تم ابتكار هذه المؤثرات من أجل الجزء الأول من حكاية لعبة الذي أخرجه جراى سومير باستخدام علبة من أجل الضجيج التناظرى. في نهاية عام 2009 اكتشف ميرس أن هذه المؤثرات تم التخلص منها وأخذ يبحث عن حلول بديلة لكن لم يكن هناك أي برنامج يستطيع محاكاة هذا الصوت بالطريقة نفسها. فتواصل مع هواى هايرمان، المهندس الذي ابتكرفكرة العلبة، وطلب منهان يعيد صناعتها بفضل هاميرمان استطاع التقنييون أن يحصلوا على ضجيج الألعاب الذي يرغبونه حتى لو كان هناك اختلاف طفيف مقارنة بالنسخة الأصلية.
يعد فيلم حكاية لعبة 3، الذي تم الانتهاء من أعمال الميكساج النهائية الخاصة به في فبراير عام 2010، هو أول فيلم تتم صناعته وعرضه في السينما باستخدام نظام «دولبى سروند3.7 السمعى» الذي يتيح للتقنيين أن يكونوا أكثر دقة في وضع الأصوات، والموسيقة والمؤثرات البيئية ويجعل حوار الشخصيات أكثر وضوحا ونقاءً.

## الموسيقى التصويرية
كانت الموسيقى التصويرية للفيلم تتألف من قبل راندى نيومان، الذي كان قد عمل بالفعل في حكاية لعبة، حكاية لعبة 2 وأفلام آخرى لبيكسار. كان المخرج لى أوركيك مميزجدا في أنواع الموسيقى التصويرية، وفي الواقع قد طلب من المؤلف أن -يعطى لمسة لكارل ستالينج- ولبعض المشاهد كالهروب الأول لوودى من ساني سايد الذي فيه تتضح جميع تحركات اللعبة وذلك من خلال القروع الموسيقية وبدعم من المؤثرات الصوتية.
أوضحت شويست في لاس فيجاس في ربيع 2010 بأن الفيلم قد اختلط مع الموسيقى التصويرية المؤقتة التي كانت تشمل (كهرباء العين) لجوداس بريست وذلك في تسلسل أولى والذي كان فيه ثلاثة أجانب قاموا بتغيير محطة الراديو في سياراتهم ومواد مركبة أخرى وبما في ذلك تقسيمات غير مستخدمة لـ اير فورس ون (سلاح جو واحد) (فأصبحت جزء متكامل من أثار الكاوبوى (تعال إلى بابا والمخلب). في مشهد المحرقة فإن مقطع المصاحبة الذي جاء من المنهى 2 – يوم القيامة، أثر في جزء من النتيجة النهائية في استخدام بعض أصوات معدنية وفي الجو الصناعي. كتب نيومان، في أعقاب توجيهات المخرج، الموسيقى المشابهة تماما لتلك الموجودة في الموسيقى التصويرية المؤقتة. فإن واحدة من الموضوعات القليلة التاسعة السابقة خصصت للوتسو، الذي وصف من قبل المخرج بسيد الجنوب الذي يتشدق لنيوأورلينز، والذي جاء مرتبط بنمط يعكس فيه شخصيته من خلال العديد من الترتيبات لهارمونيكا.
يظهر في الفيلم العديد من الأغاني مثل: دريم ويفر (ناسج الحلم) لجارى رايت، النزوة لكيك، والنسخة الأصلية من أغنية (لديك صديق بداخلي).وكان في الفيلم يوجد اثنين من الأغاني الأصلية: التغطية (غطاء) وهي أغنية إسبانية لجيبس كينجس ولديك صديق بداخلي (قد كنت حصلت على صديق لى) وهي مسجله في استوديو أبى، وننتمي لبعضنا (نحن ننتمى إليها معا) وهي أغنية من بوب روك، كتبها نيومان والذي فيها اثنين من الناس يدركون بأن حياتهم من المفترض أن تكون انضمت معا.
ففى البداية تكون مكتوبه على شكل دويتو، وكما تخيل نيومان بأن الاستوديو من الممكن أن يتخذ أصوات شبابية مثل كيسو، جون ماير، وكاتى بيرى وذلك من أجل غنائها ولكن ألغيت الفكرة مفضلا أنها تكون نيومان ليتابعها بنفسه. فإن ذلك أيضا في صالح الاستمرارية الموسيقية مع المشاهد السابقة. حيث أنننتمي لبعضنا (نحن ننتمى إليها معا) جاءت مرشحة لجوائز أوسكار لعام 2011، وبصرف النظر عن التي يتم تنفيذها خلال هذا المساء، فنحن هكذا جنبا إلى جنب مع مرشحين آخرين في الفئة حيث أنهى الفوز بالجائزة التي أخذها نيومان في كتابه أوسكار الثاني لأفضل أغنية.

## التوزيع

### تاريخ الإصدار
عرض الفيلم لأول مرة في 12 يونيو 2010 في تاورمينا السينمائي وفي 15 يونيو في بونيوس أريز. ومن ثم جعل أول مبادرة له في بقية العالم من الأيام التالية:
- 16 يونيو في الصين (玩具總動員3 Wanju zong dongyuan 3)، مصر وأيسلندا
- 17 يونيو في الأرجنتين والفلبين وإسرائيل (צעצוע של סיפור 3 Tzatzooa شيل Sippur 3)، ماليزيا، بيرو، روسيا (История игрушек 3) وسنغافورة والمجر
- 18 يونيو في البرازيل، بلغاريا، كندا، كولومبيا، اندونيسيا، المكسيك، بنما، بولندا، رومانيا (Povestea jucariilor 3)، الولايات المتحدة الأمريكية وتايوان
- 23 يونيو في هولندا
- 24 يونيو في أستراليا واليونان والكويت
- 1 يوليو في نيوزيلندا وسوريا
- 2 يوليو في تركيا (OYUNCAK hikayesi 3)
- 7 يوليو في إيطاليا (قصة لعبة 3 - الهروب الكبير)
- 10 يوليو في اليابان (トイ • ストーリー 3)
- 14 يوليو في فرنسا (Histoire de jouets 3) وفي المنطقة الناطقة بالفرنسية من سويسرا (Histoire de jouets 3)
- 15 يوليو في هونغ كونغ
- 16 يوليو في استونيا (Lelulugu 3)
- 19 يوليو في المملكة المتحدة
- 23 يوليو في إسبانيا
- 28 يوليو في بلجيكا
- 29 يوليو في النمسا، وألمانيا، والبرتغال، والمنطقة الناطقة بالألمانية من سويسرا
- 5 أغسطس في كوريا الجنوبية
- 26 أغسطس في الدنمارك
- 27 أغسطس في فنلندا والنرويج والسويد

### المحظورات
تم توزيع الفيلم بجهة رقابيه –فيلم للجميع- في جميع البلدان التي أخرج فيها باستثناء فنلندا، النرويج، والسويد. حيث كان محظورا على الأطفال الأقل من 7 سنوات، وفي هولندا والبرتغال كان محظورا للأطفال تحت سن 6 سنوات. بينما في سنغافوره وجنوب أفريقيا لم يسمحوا للأطفال الأقل من 10 سنوات أن يشاهدوه. فرضت هذه المحظورات بسبب المشاهد التي فيها الألعاب تحاول الهروب من ساني سايد وتكون مسئوله عن اللحظات الأكثر إثارة للقلق من الفيلم والتتابع الدرامى الذي فيه أصبحت الشخصيات الرئيسه مهددة بالموت.و في الولايات المتحدة الأمريكية لم تتخذ المحظورات.و مع ذلك فبعد قليل من إصدار الفيلم ، اعترف رئيس إم أي بي بي أي أن شهادة الجماهير العامة تعد خطأ خطير وذلك بناء على ردود الفعل وتعليقات الأباء والأمهات فيما يتعلق بالمشاهد المشهورة للمحرقة، ومن الممكن أن تساهم أيضا في فيلم برؤية البى جى ((PG وهذا يعد محظورا للأطفال التي أقل من 10 سنوات غير مقترنات.

## الإعلانات التابعة
في أوقات متزامنة في صالات العرض السينمائي، قد وزعت مع الأفلام إعلانات ترون: لييجاس، مملكة الجاهوول، اسطورة الحراس، الساحر المتدرب، سجلات نارنيا: رحلة الزورق الشراعي، ميجاميند.

### إعلانات الأفلام القصيرة
كما هو الحال في جميع أفلام بيكسار التي جاءت مرتبطة بالأفلام القصيرة للرسوم المتحركة، قبل قصة لعبة 3- فإن الهروب الكبير جاء موجزعندما التقى النهار مع الليل (النهار، الليل) والذي أخرجه تيدى نيوتن: فهو في حكاية لعبة 3 مدبلج شخصية التليفون الثرثار، وفيها يحكى المقابلة بين كيانين منفصلين: النهار والليل. وعندما التقى النهار مع الليل، على عكس الأعمال السابقة لبيكسار، فإنه يجمع بين عناصر مرسومة باليد مع عناصر مستمدة من الكمبيوتر.أكد المصمم دون شاك بأن كل هذا يختلف عن كل ما انتجه بيكسار حتى الآن. بالإضافة إلى تقدير الجماهير، فقد حصل الفيلم على جائزة جمعية التأثيرات البصرية من أجل أفضل فيلم للرسوم المتحركة وحصل أيضا على جائزة آنى لأفضل فيلم والترشيح لجائزة أوسكار لأفضل فيلم رسوم متحركة.

### النسخ الأجنبية

#### النسخة الإيطالية
جورجو فاليتى، مدبلج إيطالي لكوكليس في لوكا كوميكس وجيمس 2009
تأتى النسخة الإيطالية تحت عنوان الهروب الكبير، الذي لم يظهر في النسخة الأصلية ولكنها تدخلت لكى تنسق الفيلم مع الآخرين (حتى العنوان الفرعى لم يوجد في الطبعة الأصلية)، ولمعالجة الحورات واتجاه الدبلجة فجاءت مسماه كما في الفصول السابقة وجميع أفلام بيكسار. كارلو فالى الذي قاد كاست كبير، فكان من بين الآخرين، فابريتسيو فريتزى، ماسيمو دابورتو، الذين قامو بدبلجة أدوار وودى وباظ، إلى جانب كلاوديا جيرينى ، فابيو دى لويجى، جيرى سكوتى، وجورجو فالينى.
و لترويج الفيلم، وأعلنت قناة ديزنى اكس دي مسابقة مشابهه لتلك التي وضعت من أجل التعزيز للأميرو والضفدع. وتحت عنوان «الأب من أجل الصوت»)، توقعت المسابقة مشاركة الاباء والأمهات، وإلى جانب ذلك تتراوح أعمارهم ما بين الستة والخمسة عشر سنوات كما يجب عليها أن تتضاعف مقطع من الفيلم. حيث اختير ذلك من أجل استعارة صوت من الشخصية سرجينى (رجل الجيش). وقد فاز في المسابقة جورجو سافويا، والمهندس المعمارى ميلاني الأصل، والأبنه مارجريتا التي تبلغ من العمر ست سنوات. وقد حصلت دبلجة الفيلم على اثنين من الترشيحات في حفل دبلجة روميكس دي دي لعام 2010. قام كارلو فالى بأفضل دبلجة لفيلم الرسوم المتحركة وكانت إيلاريا ستانيى (مدبلجة الكاوجيرل جيس) من أفضل الأصوات النسائية لأفلام الرسوم المتحركة. لذا فاز كلا منهما بقبول من الشعب أثناء التصويت.

#### النسخة الأسبانية
تختلف النسخة الأسبانية للفيلم عن جميع الطبعات الآخرى وذلك لوجود الجزء النهائي للفيلم الذي فيه يتوجه بظ ويبدأ أن يتحدث باللغة الإسبانية. ومن أجل وضوح الاحتياجات اللغوية فقد تم تعديل هذا التتابع الدرامى، ففى الإصدار الموجه إلى المناطق الذي فيها يتحدث بالإسباني، يبدأ بظ بالفعل يتحدث باللهجة الأندلسية لجنوب أسبانيا. فكل هذا يكون واضحا ويختلف تماما عن بقية البلاد ويضم صورة نمطية مشابهه لتلك التي تظهر في الفيلم. وبطريقة مشابهه للنسخة الإيطالية، قد شهدت دبلجة الفيلم شخصيات إسبانية عديدة منها تليفزيونية وسينيمائية. المخرج أليكس دى لا إيجلزيا قام بدبلجة شخصية الحفار في النسخة الإسبانية للخارقون، كما أنه أخذ الصوت من تويتش (رجل فرس النبى باللغة الإسبانية) كما دبلج ديجو إيل شيجالا شخصية بظ وترجم باولو موتوس، الممثل التلفيزيونى، شخصية سباركس، كما تم توظيف شخصيات شهيرة آخرى منها: فوفيون (كوك المهرج)، مانو كارنيو (الجنود)، إيميليو جوتيرينز كابا (السيد بريكليبانتس)، وسيلفيا أبريل (التأويل الإسباني)

## استطلاعات

### الإيرادات
ظهرت حكاية لعبة 3 لأول مرة في 4.28 سينما أمريكية، ورشحت في 18 يونيو لعام 2010، كما حققت في يوم الافتتاح إيرادات تصل إلى 41.148.961 استرلينى وكان هذا أكبر إيراد في يوم الافتتاح لفيلم رسوم متحركة، محطمه رقما قياسيا سابقا لشريك الثالث، الذي حقق أثناء الافتتاح 38 مليون دولار في عام 2007. وفي نهاية الأسبوع من الافتتاح حقق الفيلم 110.307.189 استرلينى، فكان لأول مرة أعلى من أي وقت مضى لأفلام بيكسار، متجاوزا 70 مليون للخارقين. أسرة طبيعية من الأبطال الخارقين ومن أجل أي فيلم صدر في شهر يونيو، فهو رقم قياسى سابق موقوف من التحولات – الثائر من الذين سقطو -. ففى 12 يوليو تجاوزت حكاية لعبة 3 فيلم العثور على نيمو كأفضل محقق لإيرادات أفلام بيكسار وسقط بعد شهر شريك الثاني فأصبح فيلم الرسوم المتحركة يحصل على أعلى الإيرادات من أي وقت مضى. وفي 27 أغسطس أصبح الفيلم أول فيلم رسوم متحركة في التاريخ ليصل لهدفه المليار دولار.
في المملكة المتحدة قد صدرت حكاية لعبة 3 في 19 يوليو لعام 2010 وكانت في أول ظهور لها حققت 21 مليون استرلينى. كما أصبحت تحتل المركز الثاني في حصولها على أعلى الإيرادات في الافتتاح وذلك بعد هارى بوتر وسجين أزباكان. وفي أغسطس، مع زيادة 50 مليون جنيه أصبحت حكاية لعبة 3 الفيلم الذي حقق أعلى الإيرادات على الإطلاق من أي وقت مضى لفيلم الرسوم المتحركة ويستقر مرة أخرى إلى نحو 61 مليون جنيه ليصبح الفيلم الثاني الأكثر مشاهدة في الأمة بعد أفاتار.
في إيطاليا ظهر الفيلم لأول مرة في 7 يوليو 2010 في 670 صالة عرض (منهم 470 3D) وحقق في نهاية الأسبوع الأول من بعد قليل من الاستغلال أكثر من مليوني جنيه ، وظلت في الصدارة قى شباك التذاكر لمدة خمسة اسابيع على التوالى لتصل إلى 13681000 يورو.
في نهاية السباق، حققت حكاية لعبة 3 406155373 دولار في باقى أنحاء العالم، وتوصلت إلى تحقيق عالمى في جميع أنحاء العالم وأصبحت الأكثر ربحية والأعلى في الإيرادات لعام 2010.

### النقد
حكاية لعبة 3 – قد حصل الهروب الكبير على آراء وتعليقات إيجابية جدا من معظم النقاد. حيث أن الموقع المجمع للأراء-روتين توميتوس- قد سجل 99% من –التجديد-. وقد حصل الفيلم على تصفيق من قبل جميع النقد الأمريكي تقريبا الذي كان يصفق على النوعية العالية للقصة ، فهو قادر على خلط الانجذاب مع موضوعات عميقة وبالغة مثل: الخوف من الخسارة، الإخلاص، الحاجة إلى النمو والقبول بنسبة الوفيات. وقد أعلن ميك لازالى في صحيفة سان فرانسسكو كرونكيل أن حكاية لعبة 3 متطورة تكنولوجيا وفلسفيا، فهي حديثة جدا ولكن من الطراز القديم فهي شيء لطيف، حكيم وفي غاية الجمال. أعلنت مجلة انترتين مينت ويكلى وتايمز بأن هذا الفيلم أفضل أفلام بيكسار. أعلن بيتر ترافيرز (رولينج ستون) تقديره للفيلم ليصبح قادر على خلق احساس النموذج الرائع من الطفولة. أشاد انتونى اوليفير سكوت في صحيفة نيويورك تايمز بنفس الطريقة ووضع الفيلم في المركز الثاني في قائمة أفضل فيلم لهذا العام ، بينما كتب جوى جينسترن أنه وجد الفيلم أفضل من الثلاثيه، مستشهدا بالمشاهد في ساني سايد كما يرمز إلى بداية الدكتاتوريات.
الإنسان والذاكرة
مثل أفضل القصص الخيالية حكاية لعبة 3 وهي أكثر جدية مما يبدو، وحتى الآن يبدو بالكاد. حيث أن الحلقة الثالثة من سلسة بيكسار تعد ممتعه وحيوية، كما تعد الثالثة أيضا في الثلاثية الروحية معا. وفي وال-أي وفوق، إذا تأملنا خلود قيم حكاية لعبة 3 فهو يعد أفضل فيلم قادر على أن يصل إلى هدفه من خلال شروط تقليدية. وخلال 103 دقيقة يظهر وكأنه مجردا من المصلحة العامة فهو يتحرك دائما إلى الأمام. وبالتالى فهو أيضا أقل طموحا. وال-أي وفوق أكثر الأفلام نجاحا في هذا الصدد ، حيث أن في حكاية لعبة 3 كل شيء يعد جزء من المسيرة.
مجدت فاريتى ذروة المشهد الثالث: تصل حكاية لعبة 3 إلى القمة في اللحظات الأكثر مآساه<والربع الأخير من الساعة يسدد احساسات مستمرة من قبل الجمهور منذ 15 عام. كان جيرمان لوسير لديه تحفظات على نهاية الفيلم الذي لم يكن هكذا متطور ومعالج كما في القصة. وقد لاحظ جيمس ويستون في صحيفة أنيميتد فيو دوت كوم تحسنا في الرسوم المتحركة، فهي أكثر مرونة ومعبرة مع إعداد المشهد الأكثر دقة ولكن لا يظل متأثرا من مستوى دبلجة الشخصيات الداعمة. ووفقا للموقع، فإن العمل يمثل هدية جميلة جدا في نهاية مرحلة الطفولة، نصب تذكارى قوى على التعامل مع الموت بكرامة، وشهادة مكثفة لحقيقة أنه من الطبيعى أن يحصل على حياتهم وترك الماضي ورائهم.
وقد عقب روجر ايبرت بإيجابية على الفيلم ولكنه انتقد بشده استخدام ثري دي على عكس هوليوود ريبورت، الذي بالإضافة إلى الترويج للفيلم، كتب نقد ايجابى على 3D للفيلم، معتبره نوع من الثراء السياقى. كما أن صحيفة توداى للولايات المتحدة أضافت بأن النظارات ثري دي تستخدم أيضا في إخفاء الدموع لأى كائن حساس يبكى أثناء النهاية. وفي نفس الرأى ، كان كينيت توران من صحيفة لوس انجلوس تايمز علاوة على أنه يقدر الفيلم، كتب أن> الثري دي يثرى الحقيقة دون أن يجذب الانتباه لنفسه<في حين اقتراح ليونارد مالتين، الناقد والمؤرخ للرسوم المتحركة، أن ثري دي هو ذلك الحد الأدنى لأن في بيكسار، أعتقد أن هذه الأداة قليلة الأهمية. أفلامهم لديها أحجام كبيرة جدا وهناك قليل من النقاد يرفضون الفيلم من بينهم: أرجون وايت، صحفى في نيويورك برس، الذي عرف الفيلم بأنه لعبة مزعجة مناسبة فقط لهؤلاء الخاضعين إلى (غسيل مخ).
و من بين المعجبين من حكاية لعبة 3 يظهر أيضا جي كي رولينج، جوناثان ليفين، كوينتين تارانتينو، الذي أعلن أنه أفضل فيلم من عام 2010 ووإدغار رايت، الذي أدرج في لائحة له خمسة أفلام المفضلة من السنة.

#### النقد الدولى
في المملكة المتحدة، قد مدح النقاد هذا الفيلم ووصفوه بأنه المعيار الذهبى للرسوم المتحركة للكمبيوتر وأفضل مثال لفيلم بيقوم بجذب المشاهدين في جميع الاعمار ملئ بالخيال والحماس مثل الأصل، أفضل جزء ثالث على مر العصور وأضاف أن إذا كان هناك جائزة نوبل للرسوم المتحركة الرقمية، كان من الممكن لبيكسار أن تفوز بها في كل عام وقد أعلن إجمالي الفيلم بأنه يعد واحد من أفضل أفلام العالم. كما أوضحت صحيفة ذا جارديان أن حكاية لعبة 3 تعد فيلما متوحشا بالنسبة للبالغين، فهو يمثل موت الطفولة فلذلك يهجروه، ومع ذلك فهو أيضا فيلما للعائلات فوق المتوسط. وكما هو واضح في تسلسل الافتتاح، فهو مثير، مسلى، ومدهش بصريا في مقابل لائحة بيكسار، وبالإضافة إلى صحيفة مستقل فهو أفضل فيلم في الموسم الصيفى وأى صيف البصر والصوت تستقبل، بدلا من الدخول في مشهد بونينى، الملك الجديد للألعاب، الذي يمثل المنحة الملموسة للخيال الجامع للطفولة.
الفرع البريطاني من موقع أي جى إن وضعه في المركز الثالث عشر في ترتيب أفضل أفلام للرسوم المتحركة على مر العصور.
في إيطاليا، فإن حكاية لعبة 3- الهروب الكبير- قد تلقت آراء وانتقادات إيجابية جدا من الأغلبية العظمى من النقاد، الذين قد حكموا على الفيلم –إن لم يكن أفضل- مقارنة بالفصول السابقة، وأنه متماشيا مع الأعمال الآخرى لبيكسار. حيث أن تنوع الأفراد الموجودة داخل الفيلم، القدرة على جذب جمهور متعدد الألوان من شباب وبالغين، والإثراء البصرى والسردى، كل هذا يستوفى نجاح خاص.
كتب بوريس سولاذو في صحيفة التحرير أن كل لحظة في الفيلم تعد مفاجأه وتشكل تحدى فعندما تبحثوا عن هذا الفيلم للرسوم المتحركة، سوف تجدوا الحياة.
وقد رفضت ليتا تورنبونى في صحيفة الطباعة، مثل كثير من النقاد الأمريكان، الثري دي للفيلم ولكن قد حكمت بطريقة ايجابية جدا على الفيلم، تقنية الفيلم مثالية تماما، تغذى السيناريو بأكمله حتى توصلت إلى النهاية، فتظهر القصة الملحمية للألعاب كل صفاته على أعلى مستوى. موقع مجلة فانتزى أكثر فتورا، قام بتصفيته كمنتج مجهز جيدا، ولكن على العكس مع استخدام لثري الذي لا يبدو أن يضيف شيء لهذه القصة. كتب إيدجار وايت أن هذا الفيلم يحتوى على المكونات الرئيسه لقصص الأطفال: الرعب- كما أن التتابع الدرامى يتحد مع موت أم بامبى، الساحر المبتدئ، موكب الفيلة الوردى في آلهه من عظمة المظلم دانزى. وفي جريدة كورييري ديلا سيرا كتب باولو ميريجتى أن حكاية لعبة 3 تعد ألعاب نارية، لتقلبات المشهد الذي يذهب إلى الكوميديا فالدراما حتى يصل إلى ميلودراما، فهي قادرة على حرق المواد في عدد قليل من التسلسلات لعشرة أفلام آخرى على الأقل. وكتبت أيضا ماريا روزا في صحيفة الورقة تعليق إيجابيا جدا الذي وضح مدى إثراء ومهارة تقنية الفيلم أفلام الرسوم المتحركة لبيكسار لم تعرف حدود، ولا تقنية سامية، ولاموضوعات كونية، أين تجدو آخر فيلم أعيدت كتابته بشراسه في ساعة ونصف لبضع سنوات، حتى الكمال المطلق؟ وهكذا استمر التصفيق حتى قشرت الأيادى.

### الجوائز
حتى منذ الأيام الأولى للبرمجة في السينما الأمريكية، فقد أشارت حكاية لعبة 3 إلى بعض النتائج الهامة وبفضل شعبية القصة وبفضل زيادة سعر التذكرة، فأصبح واحد من الأفلام الأكثر ربحا في كل العصور. ومن بين السجلات المتجاوزة:
- أكبر الإيرادات العالمية لفيلم الرسوم المتحركة لم تأخذ في اعتبارها التضخم، بينما الإيرادات الدولية لعام 2010 حققت مليار دولار.
- تجاوز أول فيلم للرسوم المتحركة هدف المليار دولار. وبفضل حكاية لعبة 3 أصبح ديزنى أول أستوديو في التاريخ لإنتاج فيلمين (فالأخر كان أليس في بلاد العجائب) حيث اخترقوا الفيلمان جدار مليار دولار في نفس العام.
- الأول في أعلى الإيرادات المحلية لفيلم الرسوم المتحركة في الثري دي.
- أعلى إيراد في يوم الافتتاح لفيلم الرسوم المتحركة وصل إلى 41 مليون دولار.
- أعلى إيراد في نهاية الأسبوع من الأفتتاح لفيلم الرسوم المتحركة.
- زيادة عدد النسخ الموجودة في الهيكلة السينيمائية لفيلم الرسوم المتحركة: 4,028 سينما وأكثر من 9,000 شاشة
- أول فيلم روائي طويل يتم عرضه في دور السينما مع تنسيق الصوت المحيطى دولبي 7.
- أول فيلم لبيكسار يعرض على شاشة آيماكس في أمريكا
- أول فيلم في إيطاليا يعرض على شاشة آيماكس ثري دي، وعادة محفوظة للأفلام الوثائقية والأفلام التعليمية في بارك اولتر مار لريتشونى
- أول فيلم رسوم متحركة يتم ترشيحه لجائزة أوسكار لأفضل سيناريو مقتبس، كما يعتمد على شخصيات من حكاية لعبة.

## الدعايا
اللوحة الدعائية للفيلم صورة لبظ لايت ير في الولايات المتحدة
اعتمدت شركة الدعايا بشكل أساسي على تسويق فيروسى على الإنترنت، بالإضافة إلى النماذج التقليدية للدعايا مثل الملصق، الإعلان القصير للفيلم وكليب مخصص للجوانب المختلفة للإنتاج، المدبلجين الشخصيات الجديدة، وللرجوع لللابطال الأصليين∙
تم عرض جيبسى كينجز بالتزامن مع إعادة عرض النسخة الإسبانية لـ لديك صديق بداخلي و (تم تقديم أيضا مرة أخرى اغنيتهم الأكثر شهرة بامبولو في برنامج الرقص مع النجوم الذي يتضمن راقصى الباليه الذين كانوا قد ساعدوا في تاليف الالحان الراقصة لمشهد بظ وجيسى، دوفولاني وبوركى وهم يؤدون تلك الرقصة نفسها∙

### افيش الفيلم
تم نشر العديد من الافيشات من أجل دعايا الفيلم∙
- خلفية سوداء يتوسطها الرقم3 استخدم كملصق مبدئي، مع أول شعار للفيلم لا تترك أي لعبة وراءنا (لا يصح ترك أي لعبة).
- سلسلة من الملصقات تمثل الشخصيات على خلفية سوداء والذين يلتحمون مع الرقم 3 الذي يظهر في العنوان∙
- يظهر شخصيات الفيلم وهم ملاصقون لبعضهم ويتوسط الصورة الرقم 3∙
- كان وودى واصدقائه بمجرد خروجهم من الصندوق الكبير للتبرعات مندهشين ومرعوبين من رؤية دار الرعاية∙

هذا الافيش كان أول من قدم شعار كوميديا الصيف الهاربة جملة معتمدة على التلاعب بالألفاظ لكلمة انطلق والتي تعنى أما ʺفرار أو هروبʺ لكنها أيضا طريقة للقول يقصد بها أيضاح شئ خبر جديد في اللغة الإيطالية التلاعب اللفظى من الممكن أن يفقد معناه إذا فضلت الترجمة هذا المعنى الأخير:ʺ كوميديا الصيف الواضحة ʺ.
- بظ وودى يعتزمون الهروب ليلا من الصنى سايد، تتعهم شاحنة الألعاب الصغيرة لدار الرعاية يمثل الشعار جملة ʺ الهروب الكبيرʺ وهي جملة استخدمت كترجمة للنسخة الإيطالية للفيلم∙
- توجد بعض الشعارات التي تم تنفيذها خلال فترة الدعايا من أجل الاحتفال بعيد الفصح (تمسك الألعاب بيضة عيد الفصح العملاقة) وبالبطولة العالمية لكرة القدم لعام 2010 (ينوى وودى والاخرين نقل آلة نفخ تستخدم في كرة القدم بشعارات متعددة وفقا لكل امة)

### الإعلان القصير للفيلم
- بعد عرض أول صور للفيلم في ن∙أ∙ب شو في لاس فيجاس في شهر أبريل 2009 تم ارفاق الإعلان القصير للفيلم بالنسخ السينمائية لفيلمى أب وافاتار∙ يعرض الفيلم وودى وهو يقود فريق من الألعاب وهم يكونون شعار الفيلم، بأشياء الحظ المستعادة في الغرفة بينما بظ كون منها بالفعل الشكل النهائي∙ يصر وودى أن شعارهم يضئ، موضحا الأضواء حول العنوان ثم يضرب بظ يديه ببعضها ليجعل شعاره يضئ∙
- في 2 أكتوبر 2009 تم تقديم أول إعلان قصير رسمي للفيلم ملحق بالنسخة دي 3 لـʺ توى ستورى وتوى ستورى 2∙ في النسخة الإيطالية للإعلان القصير للفيلم قامت ايمانويلا باكوتو بدبلجة صوت باربى كصوت رسمي للشخصية ثم تم تبديلها في الفيلم بكلاوديا جرينى∙
- في 11 فبراير 2010 تم إعلان الإعلان القصير الثاني للفيلم متمركزا حول تقديم شخصيات جديدة لصاني سايد∙

### التسويق الفيروسى
تم تشكيل العديد من الشركات الفيروسية بالتوازى من أجل دعايا الفيلم مكونة بشكل أساسي من فيديو وشريط متحركين∙ من بين الفيديوهات الفيروسية مقابلة لكين وهو واحد من الشخصيات الجديدة في الفيلم، حيث تناقش الدمية كونها تابعة للأطفال، وسلسلة (نصائح كين للعازب المعاصر) حيث يعطى كين بعض النصائح حول الإغراء والتقرب لربط العلاقات في موعد ما∙ الثلاثة أفلام متاحين على اليوتيوب تحت عناوين اعرف نفسك كن نفسك اجعل نفسك تتمنى والتواصل هو كل شئ∙
بعد ذلك تم تحميل على يوتيوب٬ عن طريق مستخدمين غير حقيقيين إعلانات السيد مجنون وجايكوكوجين جو1(لقب يطلقه اليابانيون على سائح أجنبي) بعض التسجيلات على الكاسيت للإعلانات الدعائية الأمريكية واليابانية التي ترجع إلى الثمانينات على لوتسو جراندى ابراتشى كما لو كانت اللعبة أنتجت بالفعل في هذه الفترة∙
كمبادرة دعائية اضافية تم عرض المشهد الأول من الفيلم قبل ميعاده لطلاب ال 65 جامعة أمريكية∙ كانت مشاهدة الفيلم مجانية تماما متاحة إذا تم اظهار الهوية عند المدخل كطالب ملتحق بإحدى هذه الجامعات∙ كانت هذه العروض السينمائية تستهدف اغراء الجمهور بشراء التذكرة لمشاهدة العرض النهائي، لكن أيضا لمحاولة الاستحواذ على الجمهور الذي كان من الممكن أن يكون غير مهتم بسلسلة أفلام توى ستورى عندما راى أول فيلم خلال طفولته، وربطها بتجربة طفولية خالصة∙
في حرم هذه الجامعات٬ تم توزيع منشورات دعائية التي تعهد بها قاطعى تذاكر بيتزا بلانت، سلسلة المطاعم الخيالية التي تظهر في كل أفلام بيكسار التي تحمل عنوان الكترونى التي كان يرسلها إلى صفحة الفيس بوك المخصصة للفيلم∙

## تكريمات
لمزيد من المعلومات شاهدوا قائمة التكريمات التي حصل عليها حكاية لعبة 3 الهروب الكبير واني اوردس∙
حصل الفيلم على العديد من الجوائز والتكريمات من ضمنها ثلاث اني اوردس٬ خمسة اكاديمى اوردس، جائزة جولدن جروب وحصل على أوسكار احسن فيلم متحرك وجائزة احسن أغنية، وحصل أيضا على جائزة احسن سيناريو غير أصلي واحسن مونتاج صوتى، وأفضل فيلم للنشر 83 في الأوسكار، راهنت ديزنى كثيرا على أداء الفيلم في الأوسكار، وذلك عن طريق ترويجها له مع شركة دعائية ضخمة من خلال ما يسمى من اجل احترامك∙

## فيديو دور النشر
لمزيد من المعلومات شاهدوا فيديو دور النشر لحكاية لعبة 3 الهروب الكبير∙
لتسويق الفيديو هوم تم نشر ثلاث نسخ مختلفة للفيلمʺ دى في دى“ في سينجل دسك دبل دسك بلو راى ونسخة تحتوى على القرصين في بلو راى قرص دى في دى ونسخة ديجيتال للفيلم∙
تم توزيع الفيلم في الأسواق بأمريكا في 2 نوفمبر 2010، بينما في إيطاليا خرجت النسخ هوم فيديو للفيلم في 20 اكتوبرفى ننفس العام∙ تم وضع صندوق صغير بالأسواق على شكل صندوق اندى للألعاب في عشر اقراص، تحتوى على الأفلام الثلاثة، مع المحتويات الخاصة المتعلقة بها في نسحة دى في دى بلو راى وفي نسخة ديجيتال∙

## تنويهات واحالات

### تنويهات الملحمة
- يعتبر التسلسل في بداية الفيلم تمثيل لما يحدث في عقل اندى في زمن الحلقة الأولى التي تبدأ هي الأخرى بمشهد الطفل الذي ينوى اللعب∙ في الحقيقة جمل، حركات، وأسماء الشخصيات هم نفسهم في كلا المشهدين (الاختلاف الوحيد يكمن في وجود جيسى، بولسى، السيدة بطاطس، والثلاث مخلوقات الفضائية المقدمين بعد ذلك خلال أحداث السلسلة)
- رقم القاطرة في بداية الفيلم هو 95 وهو إشارة للعام الذي صدر فيه أول موسم لتوى ستورى 1995∙ يظهر الرقم من جديد خلال الفيلم، الذي تم طبعه على كنزة أحد الأطفال في دار الرعاية∙
- يشير التقويم في حجرة اندى إلى شهر اغسطس٬ وهو الشهر نفسه الذي يشير إلى التقويم المقدم في توى ستورى 2 ∙
- يظهر في الدقائق الأولى من الفيلم عامل النظافة الذي يجمع القمامة: يدعى سيد٬ المنافس للبطل، ليس هذا فقط فهو جار اندى في الموسم الأول، معروف بكنزته السوداء المرسوم عليها جمجمة بيضاء∙
- تظهر سيارة نقل بيتزا بلانت، سلسلة المطاعم التي ظهرت في المواسم السابقة، في فلاش باك لوتسو∙
- كانت الجملة التي قالها وودى ʺ احب أن انضم إليكم يا شباب، لكن اولا ساغنى لكم أغنية قصيرة ʺ مقدمة في الاساس في الموسم الأول لتوى ستورى في مشهد تم حذفه بعد ذلك بينما كان سيد يعذب بظ وودى ∙
- المشهد الختامى للفيلم٬ قبل ظهور تتر النهاية، والسماء ملبدة بالغيوم، هو تنويه لأول مشهد من توى ستورى∙
- يظهر من بين الألعاب التي تم التبرع بها للملجأ الإمبراطور زورك، وهو عدو واب سرى لبظ، وذلك في إحدى التسلسلات في تتر النهاية∙

### استشهادات من أعمال أخرى
- تم سماع ويلهيلم سكريم، عندما يشاهد اندى التلفاز، في الاشرطة القصيرة في بداية الفيلم∙
- في المشهد الأول، يتعجب هام ʺ أنا السيد المحتال طبيب بروشوتو لك!ʺ ، بطريقة بومبا في مشهد من الملك الاسد∙
- في مشاهد الفلاش باك، يرتدى اندى كنزة عليها شعار تريبل اتش الذي تم تقديمه في سبن ومارتى سلسلة تليفزيونية شعبية تم عرضها على التلفاز في ميكى ماوس كيلب.
- لوحة سيارة اندى هي A113، إشارة إلى فصل كال أرت مدرسة ارتادها جون لاستر وبراد بيرد وجون موسكر وغيرهم، حيث كان يتجمع فيها الطلاب∙ تم تقديم استشهاد آخر في الفيلم مشابه لرقم الهاتف الخلوى لاندى∙ 555-8133
- تم تكريم العديد من الأفلام الروائية الطويلة خلال الفيلم: توجد في حجرة اندى صورة ملصقة لبطل نيويت، وهو فيلم من إنتاج بيكسار، وفشل في مرحلة ما قبل الإنتاج، والذي كان مفوضا لجارى ريدستورم، ملصق نيمو، وبطاقة بريدية تورد كارل وايلى فريدريكسون أبطال فيلم أب كأنهم مرسِلين، وملصق يسترجع فين ماك ميسيلى، شخصية من فيلم كارز2، البطاريات تاتى يتغذى عليها بظ هي من ماركة باي ان لارج، بينما في مشهد المراهنات نلاحظ وجود بعض البطاريات من ماركة ريفولتنج وهي الماركة ذاتها التي تم تقديمها في فيلم كارز ˗ موتورى روجينتى، فيلم تم الاستشهاد به على كنزة أحد الأطفال، تظهر في دار الرعاية نسخ ألعاب سايتا ماك كوين، نيمو والسيد راى، فليك ومايك، وعلى حائط أحد الفصول يمكن ملاحظة كلمة مكتوبة: "أي تي تي ايʺ٬ اسم البطلة المساعدة لباجس لايف ˗ ميجا مينى موندو∙
- بالإضافة أيضا إلى الأفلام تم الاقتباس من أفلام وثائقية مختلفة لبيكسار: يظهر لوكسو جى ار على مكتب اندى، كما يظهر أيضا في نهاية الفيلم في سابونايا الكرة التي يلعب بها اندى في الفناء، مرسومة على حقيبة الظهر الصغيرة لبونى، بينما ألعاب تن توى موجودة في المشاهد الأولى في دار الرعاية∙
- واحدة من ألعاب بونى لديها ملامح توتورو، بطل فيلم اومونيمو لهايو ميازاكى∙
- أثناء محاولة السيد بطاطس للهروب من دار الرعاية، يقفز على بيانو معدلا صدفة الالحان التي تشكل بداية بيتروشكا كورم، التيما الموسيقية المتكررة في بيتروسكا وهي رقصة باليه قام بتلحينها الملحن الروسي ليجور سترافينسكى على الدمى المتحركة ∙
- بعد ما اوشك وودى على السقوط نتيجة الرياح القوية٬ فقد نجى بفضل الحبل الذي على ظهره والذي بقى متعلقا بغصن شجرة٬ فقد اوقف وودى في اللحظة الأخيرة قبل أن يلمس الأرض، فهذا مشابه للمشهد الموجود في فيلم المهمة المستحيلة لتوم كروز∙
- توجد في الخزانة الخاصة بكين قبعة مماثلة تماما للقبعة التي ارتداها بيتلس في تغطية الرقيب. فرقة نادي، بعد ما رأتها باربى تساءلت إلى أي عام ترجع هذه الملابس، واقترحت عام 1967، وهذا هو العام الذي صدر فيه القرص∙
- الاسم الذي ظهر في المحادثة على الحاسوب في حجرة بونى فيلوسيستار 237، وهذه إشارة للفيلم المفضل للمخرج ساطع: 237 هو في الواقع رقم غرفة فندق اوفر لوك السيئة السمعة∙ وقد ورد الاقتباس نفسه خلال الفيلم٬ عندما ظهر كرقم لوحة السيارة التي تنقل الألعاب لتفرغها∙
- قائمة الانتهاكات التي ستجعل الألعاب تسير في حفرة رملية ٬هي إشارة إلى الجسر فوق نهر كواي ونيك كولد هاند.
- توجد بين مخلفات التفريغ حاملة طعام ستة ملايين دولار∙
- المشهد الذي قذف فيه لوتسو وودى في صندوق القمامة، يعتبر إشارة للتسلسل الموجود في لا كازا، لسام رايمى حيث تم فيه ابتلاع اش في مخزن النبيذ∙
- عملية الإنقاذ التي قامت بها المخلوقات الفضائية هي إشارة إلى وظيفته الأصلية التي جاءت في المشهد∙
- المونتاج النهائي للفيلم الذي يلعب فيه اندى مع ألعابه مستوحى من مشهد مشابه فيالأقارب والأصدقاء والكثير من المتاعب.

### استشهادات وتقليد سئ
- في فيلم أب، في المشهد الذي يطير فيه كارل بمنزله٬ كان هناك لقطة لحجرة طفلة∙ يوجد مشهد للوتسو٬ البطل المعارض للفيلم وهو متكأ على السرير∙ بالإضافة إلى ذلك٬ توجد الفتاة نفسها في مشهد في الصنى سايد∙
- توجد في فيلم كارز2 ٬ في أحد المشاهد التي حدثت في طوكيو٬ علامة مخصصة لشخصية لوتسو ∙
- تظهر اللوحة الدعائية للفيلم في خلفية أحد مشاهد فيلمىّ ميد نايت أن باريس واميتشى دى ليتو.
- في الفيلم الوثائقى عندما يلتقي النهار بالليل، ورد في مشهد درايف˗ان عنوان الفيلم الذي تم عرضه على الشاشة، تي اس 3 وهو اختصار لتوى ستورى 3∙
- في حلقة يسقط اللحم من مسلسل 10 الأشياء التي أكرهها فيك، تؤكد بيانكا أن كاميرونʺ يعد الأيام المتبقية على صدور توى ستورى 3 ʺ
- في حلقة الأنثروبولوجيا من مسلسل تواصل اجتماعي، يسأل بيرس أفراد مجموعته الدراسية إذا شاهدوا توى ستورى∙
- تقتبس شخصية راج عنوان الفيلم أثناء محادثة في حلقة عدم كفاية الأعذار من مسلسل نظرية الانفجار الكبير∙
- في حلقة عيد الميلاد الأنيق من مسلسل المكتب تؤكد هولى على أنها وأ∙جى شاهدوا الثلاثة مواسم كاملين لتوى ستورى في يوم واحد فقط، بالإضافة إلى ذلك تقوم دمية وودى بدور فكاهى مستمرخلال الحلقة∙
- تظهر في حلقة من مسلسلعائلة سمبسون حلم جميل في منتصف الصيف، شخصية لوتسو من بين القمامة المكومة من سيدة القط ∙
- تقدم حلقة كرامر ضد شو جيرلز من مسلسل روبوت دجاج تقليد سئ للمشهد الأخير من الفيلم∙
- يذكر جاكى الفيلم في حلقة التنافس من مسلسل ممرضة جاكي - علاج بالصدمة الكهربائية∙

## وسائل اعلام أخرى

### الرواية
في مايو 2010 تم نشر تعديل الفيلم ليناسب الصبية الصغار، وهو كتاب تحت عنوان توى ستورى 3 جونيور نافيليزيشن، كتبته جاسمين جونز، حيث يتبع تماما أحداث الفيلم، مسهلا الأحداث على القراء الصغار، متضمنا صورا مأخوذة من الفيلم∙

### كتاب تصويرى
في مايو 2010 تم نشر فن حكاية لعبة 3، وهو كتاب متضمنا بحث لتشارلى سولومون عن تنفيذ الفيلم مزودا بصور، أعمال فنية وتصاميم مبدئية للفنانين، يقدم الكتاب أيضا تمهيد عن جون لاسيتر ومقدمة عن لى اونكريش وكارلا ك∙ أندرسون∙

### العاب الفيديو
تم اقتباس ألعاب فيديو من الفيلم توى ستورى: فيديو جيم حيث قامت بنشره ستديوهات ديزنى انتراكتيف، وتم تطويره من قِبَلتي إتش كيو يجسد اغلبية فريق عمل الفيلم أدوارهم في اللعبة، باستثناء بطلين وودى وبظ، فقد قام بدبلجة صوتيهما جيم هانكس وستيفن ستانتون∙ صدرت اللعبة في 15 يونيو في الولايات المتحدة٬ وصدرت بدءا من شهر يوليو في جميع انحاء العالم، مقدمةً ثلاث شخصيات مجسدين يمكن اللعب بهم، وهم وودى بظ وجيسى∙
لقد حصل توى ستورى 3: ألعاب الفيديو على رد فعل ايجابى لدى النقاد والجمهور من ناحية الدبلجة، أن بقاء اللعبة والمهام، وان كانوا شئ بسيط جدا بالنسبة للاعب بالغ، كان لهم صدى جيد بفضل فنىّ الكتابة والتصميم ∙

## قضايا اعلامية
احتجت يونايت هير منظمة لتابعى فندق ديزنى لاند، ضد محاولة الأوسكار منح جائزة احسن فيلم لتوى ستورى 3 لأن ذلك يتعلق بالحاق الضرر لحقوق العمل الخاصة بهم∙ وحتى وقت قصير قبل ذلك، كان قد توصل كلا من التابعين لفندق ديزنى لاند وشركة ديزنى إلى حل وسط٬ وبفضل ذلك الحل تنازل تابعوالفندق عن الزيادة الكبيرة في الاجر في مقابل زيادة في التأمين الصحى∙ في خريف 2010، على العكس، اجبرتهم الشركة على قبول تأمين صحى جديد، الذي اعتبرته النقابة باهظ جدا، دون زيادة في الرواتب∙ مستشهدةً على ذلك بأنه في الفيلم تم طرح موضوع احترام الآخرين، وهذا الامر وفقا للاتحاد، لم تكن ديزنى تطبقه∙ تم اختيار توى ستورى 3 كنقطة أساسية في الاحتجاج∙ تم شن حملة كبيرة ضد الفيلم، حيث تم تجهيز أعمدة وحشود، كما تم عمل موقع على الإنترنت.

## الترويج
تم توجيه المنتجات الناشئة من توى ستورى 3 إلى أشياء متعددة المجالات، من بينها ألعاب مجموعة مقالات كتب وألعاب فيديو∙
في الفترة السابقة٬ تم منح الفيلم مائتى تصريح، من بينها أربعون تصريح في صناعة الألعاب، وأكثر من اثنتى عشرة منطقة إنتاج، من المطاعم إلى صناعة النشر والملابس وحتى العلامات التجارية مثل فيزا والأفلاك وهي أكبر شركة تأمين في الولايات المتحدة من بين ادوات الأطفال تم إنتاج أشياء متعددة بدءا من عمل ادوات لشخصيات العمل، وألعاب الطاولة وحتى البوم صور، بالإضافة إلى ثلاث مجموعات مختلفة من ليجو سُبقت بمجموعة جديدة مخصصة لأول حلقتين∙ قامت ثينك واي تويز بتوزيع السلسلة الكاملة لمجموعة توى ستورى وتم تخصيصها للشخصيات الرئيسة للفيلم، والذي شارك في إنتاجها جون لاسيتر∙
واحدة من القطاعات التي فضلت ديزنى عدم التعاقد معها كانت فاست فود∙ تم فسخ الشراكة منذ أعوام كثيرة مع ماكدونالد وبرجر كينج، بسبب مشكلة سمنة الأطفال، والتي لم ترد ديزنى المشاركة فيها وفضلت منح ترخيصتها لمنتجين الطعام الصحى، الفاكهة والخضروات∙ واحد من هؤلاء المنتجين هو الزبيب الوطني، بدأ في تجارة منتجات، توى ستورى ذى العلامة التجارية، التي تحتوى على مواد غذائية صحية∙
في العام الذي صدر فيه توى ستورى، حقق ترويج توى ستورى 3 أرباحا تُقدر ب 9 مليارات دولار∙

## تكملة سلسلة الفيلم
في استجابة للطلبات المُتكررة لعمل موسم جديد بعد توى ستورى 3 وقد نفى المخرج عمل توى ستورى 4 لكنه لمح ضمنيا أنه سيكون هناك بعض الأفلام القصيرة المخخصة لهذه الملحمة بنفس طريقة سيارات رسوم متحركة: حكايات ماتر الطويلة.
في الواقع استمرت قصص الشخصيات في فيلم إجازة هاواي الذي قام بإخراجه جارى ريد ستروم حيث تواسى فيه مجموعة الألعاب كين الذي يمكث في المنزل مع الآخرين بينما يقضى بونى الإجازة في هاواى، حيث أنه قام بعمل منتجع صيفى مرة أخرى في غرفة الطفلة، في فيلم ثاني قصير بظ سوربرسا (بظ فجأةً)، الذي قام بإخراجه انجوس ماكلان والذي صدر قبل أنا دمية ويقوم على مقابلة بظ لمجموعة مساندة للألعاب المتروكة وفيلم ثالث قصير (لا يوجد عيد بدون ركس)، حيث أن ركس بطل حفلة ألعاب في حوض استحمام الحمام، الذي صدر بمناسبة إعادة نشر فيلم البحث عن نيمو بتقنية ثري دي في 27 يوليو 2011 أكد جون لاسيتر، خلال مؤتمر، أن توى ستورى 4 موجود وانه سيُصدَر عام 2018 في صالات السينما∙

## الجوائز
| الجوائز                                          | الجوائز                                                           | الجوائز                                                     | الجوائز |
| الجائزة                                          | الفئة                                                             | الفائز (ون)                                                 | النتيجة |
| ------------------------------------------------ | ----------------------------------------------------------------- | ----------------------------------------------------------- | ------- |
| جوائز اختيار المراهقين2010.                      | فيلم الاختيار: فيلم رسوم متحركة                                   |                                                             | فوز     |
| جوائز اختيار الأطفال الأسترالية من نيكلودين2010. | فيف موفي                                                          |                                                             | رُشِّح     |
| جوائز افلام هوليود 2010                          | جائزة هوليوود للرسوم المتحركة                                     | لي إدوارد أنريخ                                             | فوز     |
| جوائز فيلم التجسس الرقمي                         | أفضل فيلم                                                         |                                                             | فوز     |
| 2010 جوائزسكريم                                  | أفضل فيلم خيالي                                                   |                                                             | رُشِّح     |
| 2010 جوائزسكريم                                  | أفضل شاشة عرض                                                     | مايكل ارندت                                                 | رُشِّح     |
| 2010 جوائزسكريم                                  | أفضل ممثل خيال                                                    | توم هانكس                                                   | رُشِّح     |
| 2010 جوائزسكريم                                  | 3-D المراكز الثلاثة الأولى                                        |                                                             | رُشِّح     |
| جوائز اختيار الجمهور السابعة والثلاثين           | الفيلم المفضل                                                     |                                                             | رُشِّح     |
| جوائز اختيار الجمهور السابعة والثلاثين           | فيلم العائلة المفضل                                               |                                                             | فوز     |
| جوائز الأقمار الصناعية 2010                      | صورة متحركة (متحركة أو مختلطة)                                    |                                                             | فوز     |
| جوائز الأقمار الصناعية 2010                      | أفضل سيناريو أصلي                                                 | مايكل ارندت                                                 | رُشِّح     |
| جوائز جرامي 2011                                 | أفضل ألبوم تسجيل صوتي لصورة متحركة أو تلفزيون أو وسائط مرئية أخرى | راندي نيومان                                                | فوز     |
| مهرجان هارتلاند السينمائي 2010                   | جائزة الفيلم المتحرك حقًا                                          | لي إدوارد أنريخ                                             | فوز     |
| جوائز آني 2011                                   | أفضل فيلم رسوم متحركة                                             |                                                             | رُشِّح     |
| جوائز آني 2011                                   | أفضل إخراج في فيلم روائي طويل                                     | لي إدوارد أنريخ                                             | رُشِّح     |
| جوائز آني 2011                                   | أفضل كتابة في إنتاج روائي طويل                                    | مايكل ارندت                                                 | رُشِّح     |
| جوائز المجلس الوطني 82 للمراجعة                  | أفضل فيلم رسوم متحركة                                             |                                                             | فوز     |
| جوائز المجلس الوطني 82 للمراجعة                  | أفضل عشرة أفلام                                                   |                                                             | فوز     |
| جمعية نقاد السينما في منطقة واشنطن التاسعة       | أفضل سيناريو مقتبس                                                | مايكل ارندت                                                 | رُشِّح     |
| جمعية نقاد السينما في منطقة واشنطن التاسعة       | أفضل فيلم                                                         |                                                             | رُشِّح     |
| جمعية نقاد السينما في منطقة واشنطن التاسعة       | أفضل فيلم رسوم متحركة                                             |                                                             | فوز     |
| جوائز BFCA السنوية السادسة عشر لاختيار النقاد    | أفضل صورة                                                         |                                                             | رُشِّح     |
| جوائز BFCA السنوية السادسة عشر لاختيار النقاد    | أفضل سيناريو مقتبس                                                | مايكل ارندت                                                 | رُشِّح     |
| جوائز BFCA السنوية السادسة عشر لاختيار النقاد    | أفضل فيلم رسوم متحركة                                             | لي إدوارد أنريخ                                             | فوز     |
| جوائز BFCA السنوية السادسة عشر لاختيار النقاد    | جائزة جمعية نقاد بث الأفلام لأفضل صوت                             | راندي نيومان                                                | رُشِّح     |
| جوائز BFCA السنوية السادسة عشر لاختيار النقاد    | أفضل أغنية أصلية                                                  | راندي نيومان                                                | رُشِّح     |
| جوائز الطماطم الذهبية 2010                       | أفضل ميزة تصنيف في عام 2010 (إصدار واسع)                          |                                                             | فوز     |
| جوائز الطماطم الذهبية 2010                       | أفضل فيلم رسوم متحركة تمت مراجعته (رسوم متحركة)                   |                                                             | فوز     |
| جوائز جولدن جلوب ال68                            | أفضل فيلم رسوم متحركة طويل                                        |                                                             | فوز     |
| جوائز BAFTA 64                                   | أفضل سيناريو مقتبس                                                | مايكل ارندت                                                 | رُشِّح     |
| جوائز BAFTA 64                                   | أفضل فيلم رسوم متحركة                                             |                                                             | فوز     |
| جوائز BAFTA 64                                   | أفضل مؤثرات بصرية                                                 | جويدو كواروني                                               | رُشِّح     |
| حفل توزيع جوائز الأوسكار83                       | أفضل صورة                                                         | دارلا ك.أندرسون                                             | رُشِّح     |
| حفل توزيع جوائز الأوسكار83                       | أفضل سيناريو مقتبس                                                | مايكل ارندت، جون لاسيتر، أندرو ستانتون ولي إدوارد أنريخ     | رُشِّح     |
| حفل توزيع جوائز الأوسكار83                       | أفضل فيلم رسوم متحركة                                             | لي إدوارد أنريخ                                             | فوز     |
| حفل توزيع جوائز الأوسكار83                       | أفضل مونتاج صوتي                                                  | توم مايرز ومايكل سيلفرز                                     | رُشِّح     |
| حفل توزيع جوائز الأوسكار83                       | أفضل أغنية أصلية                                                  | راندي نيومان (لـ"ننتمي لبعضنا")                             | فوز     |
| اختيار جوائز الأطفال 2011                        | فيلم الرسوم المتحركة المفضل                                       |                                                             | رُشِّح     |
| اختيار جوائز الأطفال 2011                        | الصوت المفضل من فيلم رسوم متحركة                                  | توم هانكس                                                   | رُشِّح     |
| اختيار جوائز الأطفال 2011                        | الصوت المفضل من فيلم رسوم متحركة                                  | تيم ألين                                                    | رُشِّح     |
| جوائز ساتورن السابعة والثلاثون                   | أفضل فيلم رسوم متحركة                                             |                                                             | فوز     |
| جوائز ساتورن السابعة والثلاثون                   | أفضل كتابة                                                        | مايكل ارندت                                                 | رُشِّح     |
| جوائز إم تي في موفي                              | أفضل خصم                                                          | نيد بيتي                                                    | رُشِّح     |
| جوائز جمعية المؤثرات البصرية التاسعة             | رسوم متحركة رائعة في صورة متحركة مميزة                            | لي إدوارد أنريخ، دارلا ك.أندرسون، جويدو كواروني، مايكل فونغ | رُشِّح     |
| جوائز جمعية المؤثرات البصرية التاسعة             | تأثيرات رائعة للرسوم المتحركة في صورة متحركة مميزة متحركة         | جايسون جونستون، إريك فروملينج، ديفيد ريو، جي دي نورثروب     | رُشِّح     |

## وصلات خارجية
- موقع ديزني الرسمي
- حكاية لعبة 3 على موقع IMDb (الإنجليزية)
- حكاية لعبة 3 على موقع ميتاكريتيك (الإنجليزية)
- حكاية لعبة 3 على موقع الموسوعة البريطانية (الإنجليزية)
- حكاية لعبة 3 على موقع روتن توميتوز (الإنجليزية)
- حكاية لعبة 3 على موقع نتفليكس (الإنجليزية)
- حكاية لعبة 3 على موقع ألو سيني (الفرنسية)
- حكاية لعبة 3 على موقع Turner Classic Movies (الإنجليزية)
- حكاية لعبة 3 على موقع أول موفي (الإنجليزية)
- حكاية لعبة 3 على موقع بوكس أوفيس موجو (الإنجليزية)
- حكاية لعبة 3 على موقع فيلمافينيتي (الإسبانية)

| سبقه فوق | أوسكار - أفضل فيلم صور متحركة 2010 | تبعه رانجو |